# Liverpool F.C.
Câu lạc bộ bóng đá Liverpool (tiếng Anh: Liverpool Football Club) là một câu lạc bộ bóng đá chuyên nghiệp có trụ sở tại Liverpool, Anh, hiện đang thi đấu ở Premier League, giải đấu hàng đầu của hệ thống bóng đá Anh. Ở trong nước, câu lạc bộ đã giành được 20 chức vô địch quốc gia, 8 Cúp FA, kỷ lục 10 Cúp Liên đoàn Anh và 16 FA Community Shield. Trong các giải đấu quốc tế, câu lạc bộ đã giành được sáu Cúp C1 Châu Âu, nhiều hơn bất kỳ một câu lạc bộ Anh nào khác, ba Cúp UEFA, bốn Siêu cúp UEFA và một FIFA Club World Cup.
Liverpool được thành lập vào ngày 3 tháng 6 năm 1892 bởi John Houlding và lên chơi tại giải cấp quốc gia trong năm kế tiếp. Đội đã sử dụng sân nhà Anfield từ khi thành lập cho đến nay. Đội thi đấu rất thành công trong thập niên 70 và 80, dưới thời các huấn luyện viên Bill Shankly và Bob Paisley, họ đã giành được 11 chức vô địch quốc gia cùng 7 danh hiệu châu Âu.
Liverpool có lượng cổ động viên hùng hậu và trung thành. Những kình địch lâu đời của họ là đội bóng hàng xóm Everton và đội Manchester United. Bài hát truyền thống của đội là "You'll Never Walk Alone" (tạm dịch: "Bạn sẽ không bao giờ bước đi đơn độc"). Cầu thủ Liverpool lần đầu mặc trang phục thi đấu toàn bộ đỏ vào năm 1964, khi huấn luyện viên Bill Shankly cho rằng màu đỏ sẽ gây tác động đến tâm lý đối phương.
Đội bóng có mặt trong hai sự kiện đáng buồn của bóng đá châu Âu. Đầu tiên là thảm họa tại sân Heysel vào năm 1985, nhiều cổ động viên Liverpool quá khích đã tấn công cổ động viên Juventus khiến một bức tường khán đài sập xuống, gây ra cái chết của 39 người. Năm 1989, đến lượt thảm họa thứ hai là Hillsborough khi 97 cổ động viên Liverpool đã thiệt mạng do bị xô đẩy dồn ép vào dải rào ngăn cách giữa khán đài và sân cỏ.

## Lịch sử

### Những mùa giải đầu tiên

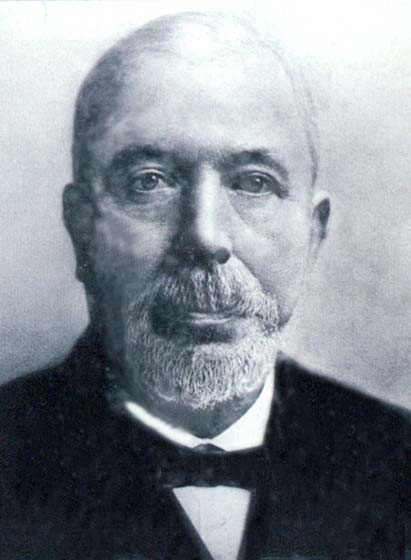
John Houlding

Câu lạc bộ bóng đá Liverpool được thành lập sau một cuộc tranh cãi trong nội bộ ủy ban câu lạc bộ Everton. Everton thuê sân Anfield trong 8 năm bắt đầu từ năm 1884. Tới năm 1891, John Houlding, chủ tịch Everton đồng thời là người đứng tên hợp đồng thuê sân Anfield, mua lại và làm chủ sân này. Sau đó, vì có bất đồng với Houlding nên các thành viên còn lại của Everton đành di chuyển đến một sân vận động khác là Goodison Park, nằm ở phía bắc công viên Stanley. Chỉ còn lại ba cầu thủ và một sân bóng trống không, John Houlding quyết định tự thành lập cho mình một đội bóng vào ngày 15 tháng 3 năm 1892. Đội bóng đã giành được Giải Lancashire League trong mùa giải ra mắt của mình và gia nhập Giải hạng hai Football League vào đầu mùa giải 1893-94. Sau khi kết thúc ở vị trí đầu tiên, câu lạc bộ đã được thăng lên hạng Nhất và giành chiến thắng vào năm 1901 và một lần nữa vào năm 1906.
Câu lạc bộ Liverpool được thành lập và chơi tại sân Anfield đang bỏ trống. Tên ban đầu là Everton F.C. and Athletic Grounds, Ltd (gọi tắt là Everton Athletic), nhưng sau đó được đổi thành Liverpool Football Club vào tháng 3 năm 1892 do Liên đoàn bóng đá Anh từ chối công nhận cái tên Everton và được công nhận chính thức ba tháng sau đó.
Liverpool đã lọt vào chung kết FA Cup đầu tiên vào năm 1914, thua 1-0 trước Burnley. Câu lạc bộ vô địch Giải Hạng nhất hai năm liên tiếp vào các mùa 1921-22 và 1922-23, nhưng sau đó không vô địch danh hiệu nào cho tới 1946-47 khi họ vô địch giải quốc gia lần thứ năm dưới quyền của cựu trung vệ West Ham Utd, George Kay. Câu lạc bộ vào đến trận chung kết Cúp FA 1950 nhưng thua Arsenal. Liverpool bị xuống hạng Nhì vào mùa giải 1953-54. Trong giai đoạn này họ đã phải chịu một trận thua 2-1 ở Cúp FA trước đội bóng ít tên tuổi Worcester City, mùa 1958-59 thì Bill Shankly được bổ nhiệm làm HLV trưởng.

### Dưới thời Bill Shankly và Bob Paisley

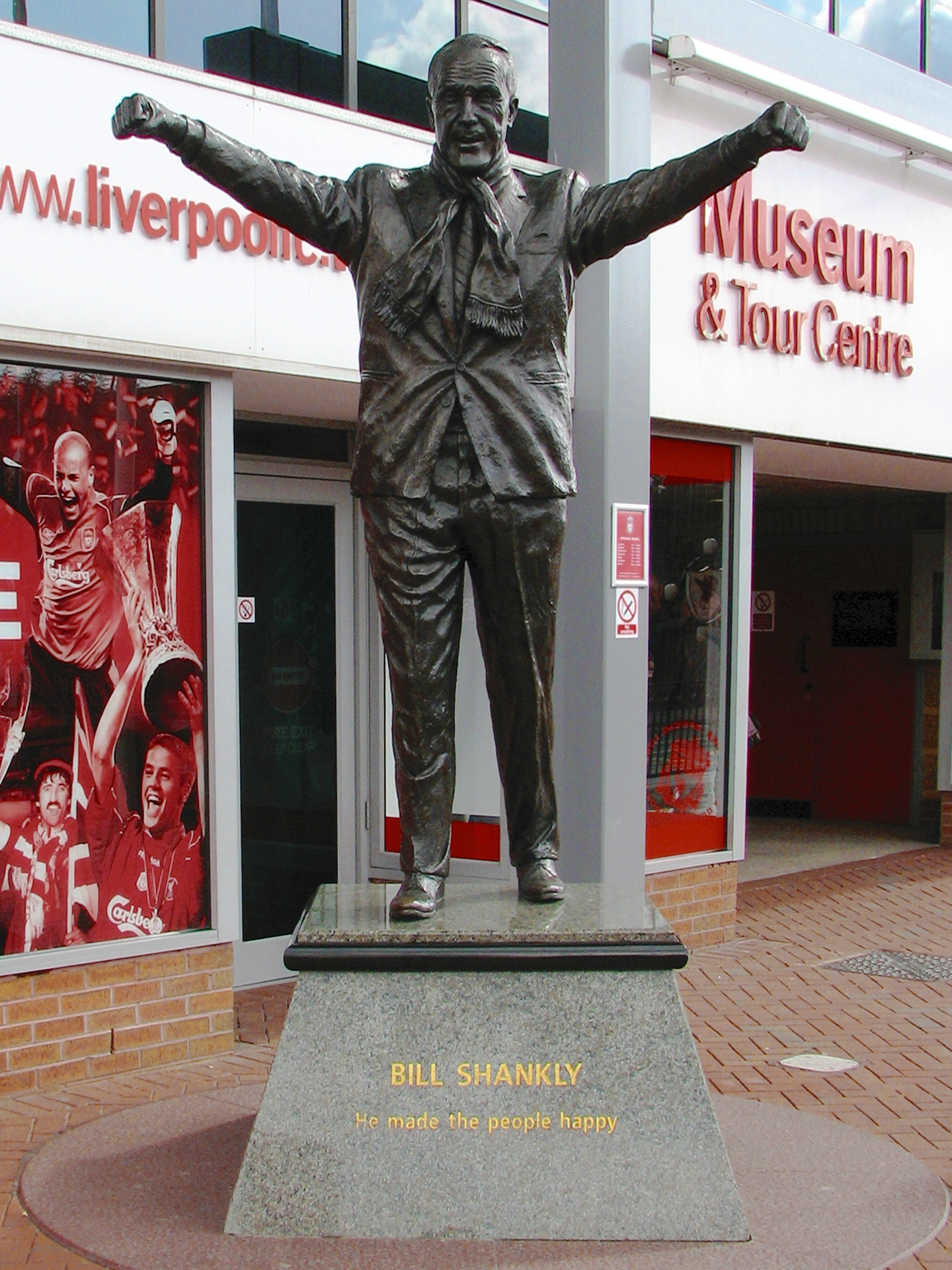
Bức tượng đài Bill Shankly bên ngoài Anfield

Không lâu sau kết quả mất mặt này, Bill Shankly được bổ nhiệm làm huấn luyện viên, lúc này Liverpool đang suy yếu, với trang thiết bị luyện tập cũ nát, đội ngũ ban huấn luyện kém cỏi. Ông đã sa thải 24 cầu thủ và thay đổi một phòng ở Anfield, ban đầu được dùng để khởi động thành một phòng gọi là Boot Room, nơi các cầu thủ cùng huấn luyện viên có thể bàn bạc chiến thuật và uống trà. Tại đây, Shankly cùng các thành viên ban đầu của Boot Room, gồm Joe Fagan, Reuben Bennett và Bob Paisley, bắt đầu cải tổ lại đội bóng.
Lên lại Giải Hạng nhất vào mùa giải 1961-62, và vô địch lần đầu tiên sau 17 năm vào mùa 1963-64. Mùa 1965-66, họ vô địch Giải Hạng nhất rồi đoạt Cúp FA đầu tiên, nhưng sau đó thua trước Borussia Dortmund trong trận chung kết Cúp các đội đoạt cúp. Mùa giải 1972-73 đội bóng vô địch Giải Hạng nhất, đoạt Cúp UEFA - đây là cúp châu Âu đầu tiên trong lịch sử đội bóng, và tiếp đó 1973-74 đoạt Cúp FA. Sau 15 năm dẫn dắt đạt được nhiều thành công, đưa Liverpool trở thành một trong những câu lạc bộ hàng đầu châu Âu, tháng 7 năm 1974, Shankly tuyên bố nghỉ hưu, ông rời đội bóng và trợ lý Bob Paisley lên thay.
Paisley thậm chí còn đạt được nhiều thành công hơn Shankly khi giúp đội bóng vô địch Giải Hạng nhất và Cúp UEFA ngay trong mùa giải 1975-76 - mùa thứ hai ông làm huấn luyện viên. Mùa tiếp đó, họ bảo vệ thành công danh hiệu vô địch Giải Hạng nhất, đoạt được cúp vô địch châu Âu (Cúp C1) đầu tiên trong lịch sử đội bóng, nhưng để thua trong trận chung kết Cúp FA, bỏ lỡ cơ hội đoạt cú ăn ba. Mùa 1977-78, Liverpool bảo vệ thành công ngôi vô địch Cúp C1 và vô địch Giải Hạng nhất lần nữa với số điểm 68, chỉ để thủng lưới 16 bàn trong 42 trận.
Trong 9 mùa bóng Paisley dẫn dắt đội bóng, Liverpool đã vô địch 21 danh hiệu, bao gồm: 3 Cúp C1, 1 Cúp UEFA, 6 chức vô địch Giải Hạng nhất, 3 Cúp Liên đoàn cùng nhiều danh hiệu khác. Danh hiệu duy nhất ông không giành được là Cúp FA. Kỉ nguyên của Paisley là kỉ nguyên của các ngôi sao lớn: Graeme Souness, Ian Rush, Alan Hansen và Kenny Dalglish.
Paisley rời băng ghế huấn luyện vào năm 1983 và (cũng giống như Shankly đã làm) để lại chiếc ghế huấn luyện cho thành viên của Boot Room, trợ lý huấn luyện viên Joe Fagan. Liverpool có được ngay 3 danh hiệu trong mùa giải 1983-84 - mùa đầu tiên Fagan tiếp quản, gồm: Giải Hạng nhất, Cúp Liên Đoàn và Cúp C1, trở thành đội bóng Anh đầu tiên giành được cú ăn ba trong một mùa giải. Liverpool chơi trận chung kết Cúp C1 lần nữa vào ngày 29 tháng 5 năm 1985, trận gặp Juventus trên sân vận động Heysel, thành phố Brussels, nước Bỉ.

### Những thảm họa

Thảm họa Hillsborough.

Trước khi trận chung kết bắt đầu, nhiều cổ động viên Liverpool chủ động tấn công cổ động viên Juventus bằng chai lọ rồi tràn qua phần khán đài của họ. Kết quả nhiều cổ động viên Juventus bị dồn vào một bức tường khiến bức tường này đổ sập, giết chết 39 người trong số họ, hầu hết là cổ động viên người Ý. Trận đấu sau đó vẫn diễn ra và Liverpool thua 1-0 bởi bàn thắng phạt đền của Michel Platini ở phút 57. Các đội bóng Anh sau đó đã bị cấm thi đấu ở các giải châu Âu trong 5 năm, Liverpool nhận mức phạt 10 năm, sau đó được giảm xuống còn 6 năm. 14 cổ động viên Liverpool phải nhận mức án 3 năm tù cho tội ngộ sát. Thảm họa này được gọi là "Giờ đen tối nhất trong lịch sử các cuộc đấu UEFA".

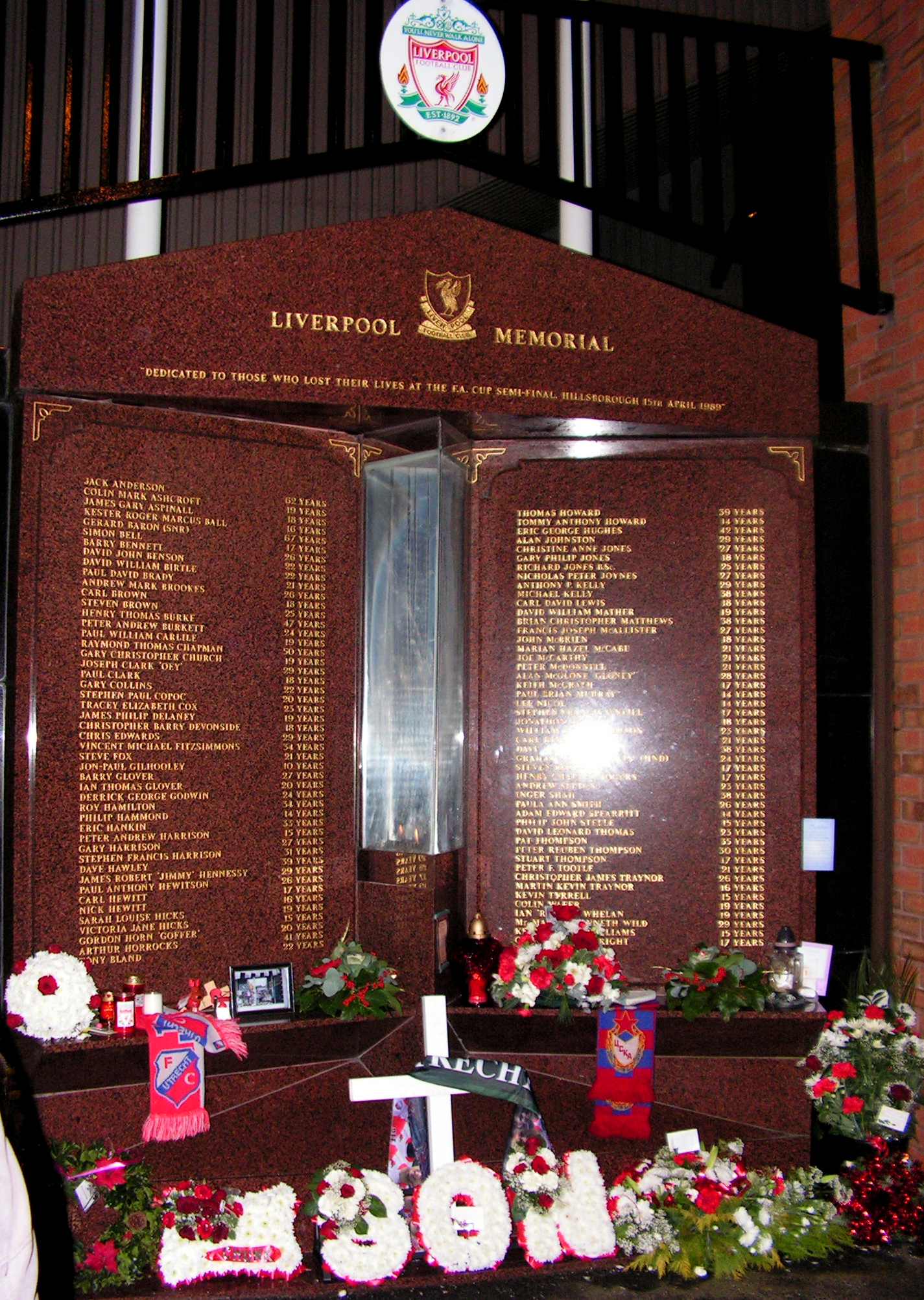
Đài tưởng niệm Hillsborough khắc tên 96 người đã chết trong thảm họa Hillsborough.

Fagan từ chức ngay sau thảm hoạ và Kenny Dalglish được bổ nhiệm trên cương vị huấn luyện viên kiêm cầu thủ. Trong thời gian ông nắm quyền, đội bóng 3 lần vô địch Giải Hạng nhất và đoạt 2 Cúp FA, bao gồm một cú ăn hai vào mùa giải 1985-86.
Chỉ 4 năm sau thảm họa Heysel, năm 1989, thêm một thảm họa khác liên quan đến cổ động viên của Liverpool xảy ra. Trong trận bán kết Cúp FA gặp Nottingham Forest tại sân Hillsborough ngày 15 tháng 4 năm 1989, sân quá tải khiến nhiều người bị dồn ép vào hàng rào ngăn cách giữa khán đài và sân cỏ, giẫm đạp lên nhau trong vô vọng. 94 cổ động viên đã thiệt mạng vào ngày hôm đó. Bốn ngày sau, số người thiệt mạng là 95 khi một cậu bé 14 tuổi qua đời. Bốn năm sau, tới lượt cổ động viên thứ 96 qua đời trên giường bệnh sau một thời gian dài sống thực vật. Sau thảm họa này, chính quyền đã phải kiểm tra mức độ an toàn của các sân bóng. Theo như Báo cáo Taylor (Taylor Report), nguyên nhân chính của thảm hoạ là do sự quá tải dẫn tới việc cảnh sát không thể kiểm soát được tình hình.
Một luật lệ đã được ban hành và mọi sân vận động ở giải đấu vô địch nước Anh phải dỡ bỏ hàng rào ngăn cách giữa khán đài và sân cỏ, các khán đài phải được phủ kín bởi ghế ngồi. Mùa giải 1988-89 cũng chứng kiến Liverpool bị mất chức vô địch Hạng nhất một cách bất ngờ nhất kể từ khi giải đấu ra đời, khi câu lạc bộ mất danh hiệu bởi hiệu số bàn thắng-thua vào đúng phút cuối của mùa giải, trong trận thua trước chính nhà vô địch mùa đó là Arsenal.

### Dưới thời Souness và Houllier
Ngày 22 tháng 2 năm 1991, Dalglish bất ngờ tuyên bố từ chức, người thay thế ông là Graeme Souness. Ngoại trừ Cúp FA vào năm 1992, Souness không giành thêm được thành công nào và bị thay thế bởi cựu thành viên Boot Room Roy Evans. Evans đạt được một chút thành công: chức vô địch Cúp Liên đoàn năm 1995 là danh hiệu duy nhất của ông. Điểm sáng nữa là chiến thắng 4-3 trước Newcastle United ở Anfield ngày 3 tháng 4 năm 1996 được đánh giá là trận đấu hay nhất của Giải Ngoại hạng trong 10 năm.
Trong giai đoạn này, Liverpool sử dụng nhiều cầu thủ trẻ do họ tự đào tạo và xây dựng một lối chơi tấn công đẹp mắt. Đặc biệt là bộ ba Spice Boys gồm: Steve McManaman, Jamie Redknapp và Robbie Fowler, sau đó được bổ sung thêm các nhân tố tấn công như Patrik Berger, Stan Collymore và đặc biệt là tiền đạo trẻ tuổi Michael Owen.
Trong khi họ thực hiện một số thách thức danh hiệu dưới thời Evans, kết thúc ở vị trí thứ ba vào năm 1996 và 1998 là điều tốt nhất họ có thể thực hiện, Gérard Houllier được bổ nhiệm là đồng huấn luyện viên cùng Roy Evans vào mùa giải 1998-99, nhưng được toàn quyền dẫn dắt sau khi Evans từ chức vào tháng 11 năm 1998. Trong năm 2001, Liverpool giành được giành được cú ăn ba gồm: Cúp FA, Cúp Liên đoàn và Cúp UEFA; cùng 2 danh hiệu khác là Siêu cúp châu Âu và Siêu cúp Anh. Houllier phải thực hiện một ca phẫu thuật tim trong mùa giải 2001-02 và Liverpool về đích vị trí thứ nhì tại Giải Ngoại hạng, sau Arsenal. Mùa 2002-03, họ giành được thêm Cúp Liên đoàn nhưng tới mùa sau đó thì không đoạt bất kì danh hiệu nào, và lối chơi trong giai đoạn này cũng không thuyết phục.

### Thời hoàng kim Benítez và sau đó

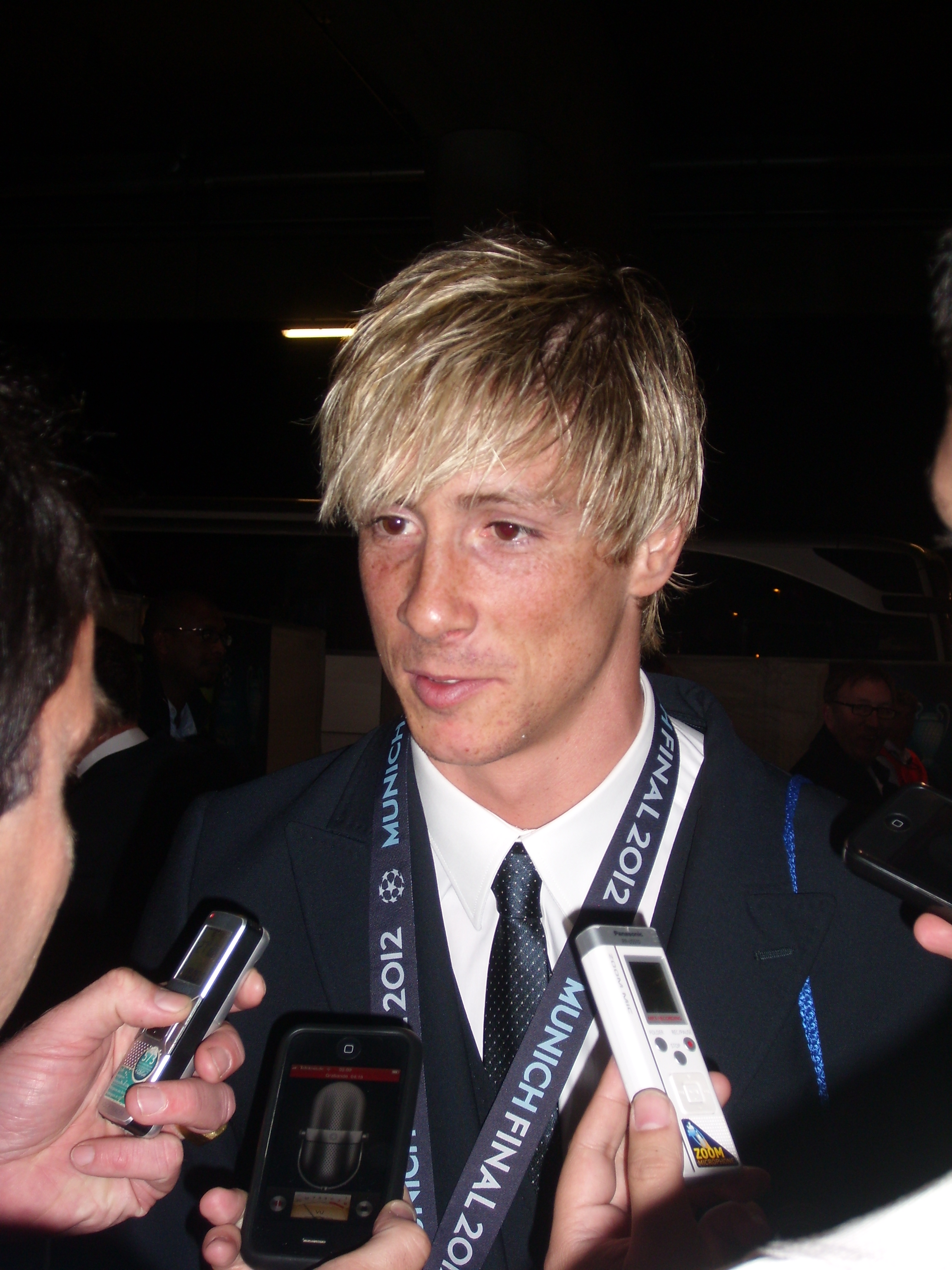
Fernando Torres.

Khi Benítez lên dẫn dắt đội bóng, hàng loạt cầu thủ Tây Ban Nha đã đến Anfield chơi bóng, có thể kể đến những tên tuổi như Xabi Alonso, Luis García. Tại Giải ngoại hạng Anh, Liverpool thi đấu không thực sự tốt, họ xếp thứ 5 chung cuộc trên bảng xếp hạng vào cuối mùa. Ở cúp FA, câu lạc bộ cũng lọt đến trận chung kết gặp Chelsea, nhưng thất bại 2-3 sau 120 phút thi đấu. Câu lạc bộ cũng sớm bị loại khỏi Cúp liên đoàn sau khi bất ngờ để thua Burnley với tỉ số 0-1. Cúp châu Âu là danh hiệu duy nhất mà họ giành được trong mùa giải. Ở vòng bảng Lữ đoàn Đỏ xếp thứ 2 sau câu lạc bộ AS Monaco. Sau đó Liverpool lần lượt vượt qua các đối thủ Bayer Leverkusen, Juventus, và trả được món nợ tại trận chung kết Cúp FA khi loại Chelsea để tiến vào trận chung kết gặp AC Milan. Trận chung kết diễn ra trên đất Thổ Nhĩ Kỳ. Đây được xem là đêm Istanbul huyền thoại, khi chỉ trong hiệp 1, Liverpool đã để lọt lưới 3 bàn, và trong hiệp 2, Đội bóng đến từ thành phố cảng đã gỡ hòa 3-3 với bàn thắng của Steven Gerrard, Vladimír Šmicer và Xabi Alonso, qua đó cầm chân Milan vào loạt sút luân lưu. Trên chấm luân lưu, Liverpool đã giành chiến thắng với tỉ số 3-2, qua đó lần thứ 5 lên ngôi vô địch châu Âu.
Mùa tiếp theo, Liverpool đứng vị trí thứ 3 với 82 điểm, số điểm cao nhất mà họ giành được kể từ năm 1988. Họ vô địch Cúp FA bằng việc đánh bại West Ham United 3-1 trên chấm luân lưu sau khi hiệp chính kết thúc với tỉ số 3-3.
Benitez đã thực hiện những cuộc cải cách khi giảm dần nhân tố Đông Âu trong đội hình của Liverpool bằng việc loại bỏ những cầu thủ như Milan Baros, Dudek, Vladimír Šmicer... thay vào đó ông chiêu mộ nhiều cầu thủ gốc La-tinh như Luis Garcia, Fabio Aurelio, Javier Mascherano, Xabi Alonso.... và đặc biệt là tiền đạo Fernando Torres; xây dựng lối chơi tấn công dựa trên bộ đôi Gerrard-Torres. Sự thay đổi này đã được báo giới đặt tên là Rafalution, một cách chơi chữ của từ revolution, nghĩa là cuộc cách mạng của Rafa.
Mùa giải 2006-07, đội bóng tìm kiếm những nguồn đầu tư mới và hai doanh nhân người Mĩ là George Gillet và Tom Hicks đã tới mua lại đội bóng với mức giá 218,9 triệu bảng. Năm đó, họ cũng vào tới trận chung kết Cúp C1, nhưng thua 2-1 trước đội bóng mà họ đã đánh bại trong trận chung kết Cúp C1 2005 AC Milan. Kết thúc mùa giải 2008-09, Liverpool đứng ở vị trí thứ nhì sau Manchester United, giành được 86 điểm - số điểm cao nhất mà họ từng giành được kể từ khi giải đấu mang tên Giải Ngoại hạng.
Giai đoạn này, Liverpool tuy không giành được nhiều danh hiệu nhưng họ đã chơi tốt tại đấu trường châu Âu. Họ có những trận đấu đẹp, kịch tích và những chiến thắng thuyết phục trước các đội bóng lớn của châu Âu và nước Anh, làm mưa làm gió trong giai đoạn này. Báo chí thường nhắc đến họ với cái tên "Vua đấu cúp".
Mùa giải 2009-10, câu lạc bộ không đoạt được bất kì danh hiệu nào và thất bại trong việc tìm một suất dự cúp C1 với vị trí thứ 7 Giải Ngoại hạng. Đây là nguyên nhân dẫn đến sự ra đi của Rafael Benitez vào sau mùa giải này. Roy Hodgson lên dẫn dắt, nhưng chiến thuật của ông không phù hợp khiến đội bóng liên tục nằm ở nửa dưới bảng xếp hạng và các chủ nợ của câu lạc bộ đã yêu cầu Tòa án tối cao cho phép bán câu lạc bộ, vượt qua mong muốn của Hicks và Gillett. Tháng 10 năm 2010 cũng đánh dấu các sự kiện: chia tay với nhà tài trợ Carlsberg sau nhiều năm hợp tác và John W. Henry chủ sở hữu của Boston Red Sox và của Fenway Sports Group mua lại câu lạc bộ.

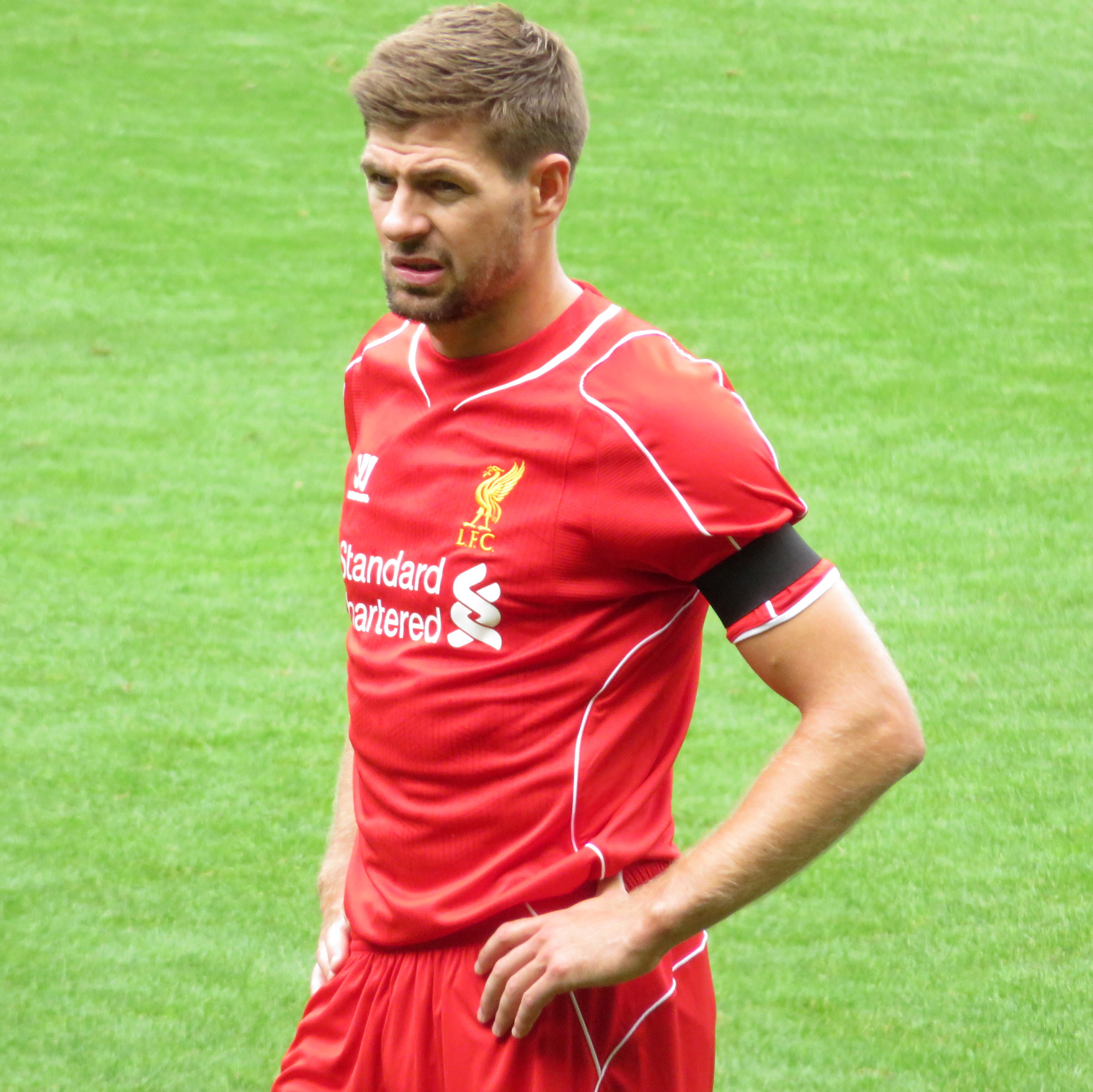
Steven Gerrard

Ngày 8 tháng 1 năm 2011, Roy Hodgson rời Liverpool bằng "thoả thuận đôi bên", người thay thế ông là Kenny Dalglish, đúng như nguyện vọng của nhiều cổ động viên. Dalglish giúp Liverpool chấm dứt chuỗi 6 năm không danh hiệu với việc vô địch Cúp Liên đoàn 2012. Tuy nhiên, sau khi đội bóng kết thúc Giải Ngoại hạng 2011-12 ở vị trí thứ 8, tệ nhất trong 18 năm, Dalglish bị sa thải vào tháng 5 năm 2012. Kết thúc cuộc tìm kiếm vị huấn luyện viên trưởng thay thế Kenny Dalglish, Brendan Rodgers được lựa chọn. Ông rất thành công với Swansea City mùa giải trước đó và hứa hẹn sẽ đưa lối chơi Tiqui-Taca dựa trên khả năng cầm giữ bóng tốt đến Liverpool. Mùa giải đầu tiên ông dẫn dắt, Liverpool kết thúc ở vị trí thứ 7 giải Ngoại hạng vào được vòng 32 đội ở đấu trường Europa League. Mùa tiếp đó, Liverpool có được bước tiến vượt bậc về thứ hạng khi họ cán đích chỉ ở sau nhà vô địch Manchester City và ghi được 101 bàn thắng, tốt nhất kể từ mùa giải 1895-1896 với 106 bàn, đồng thời họ có được suất dự cúp C1 lần đầu tiên sau nhiều năm chờ đợi.
Mùa giải 2014-15 là mùa giải thứ ba của Brendan Rodgers, Liverpool thi đấu không thật sự tốt khi bị loại ở vòng bảng UEFA Champions League khi kết thúc với vị trí thứ 3 và xuống chơi ở Europa League, câu lạc bộ cũng không mấy thành công. Còn ở giải ngoại hạng, Liverpool đứng ở vị trí thứ 6, đây là năm trắng tay thứ 3 liên tiếp. Niềm an ủi duy nhất với Lữ đoàn đỏ là chiếc vé dự Europa League thay cho nỗi buồn về thành tích thi đấu hay sự ra đi của huyền thoại đội trưởng Steven Gerrard.
Mùa giải 2015-16, mặc dù đã đổ vào thị trường chuyển nhượng hàng chục triệu bảng đem về những tân binh chất lượng như Roberto Firmino, Christian Benteke, nhưng kết quả vẫn nối tiếp sự thất vọng của mùa trước với những thành tích bạc nhược, sau 10 trận gần nhất chỉ thắng được 1, Brendan Rodgers đã bị sa thải ngay sau khi kết thúc trận đấu derby Merseyside ở vòng 8 với Everton. Thay thế ông là cựu huấn luyện viên của Dortmund, ông Jürgen Klopp.

### "Kỷ nguyên" Jürgen Klopp

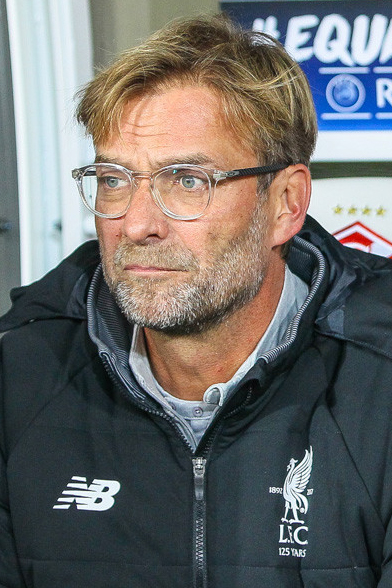
Jurgen Klopp

Ngày 9 tháng 10 năm 2015, trang chủ của Liverpool thông báo đội bóng đã bổ nhiệm chiến lược gia người Đức Jürgen Klopp làm huấn luyện viên trưởng sau khi sa thải HLV Brendan Rodgers trong 3 năm. Liverpool đã có những dấu hiệu khởi sắc dưới thời tân chiến lược gia người Đức. Họ đã tiến vào chung kết League Cup gặp Manchester City, đội hòa 1-1 cả trận nhưng thua 3-1 sau loạt phạt đền.
Ngày 15 tháng 4 năm 2016, Liverpool tiếp đón Dortmund trong khuôn khổ lượt về tứ kết Europa League với lợi thế trận hòa 1-1 ở lượt đi. Trận đấu đầy cảm xúc làm gợi lại đêm Istanbul huyền diệu khi Liverpool đã lội ngược dòng thành công với tỉ số 4-3 sau khi bị dẫn trước 2-0 từ rất sớm, The Kop đã chơi một thứ bóng đá đầy cảm xúc, một trận đấu xứng đáng được ghi vào lịch sử CLB. Tại bán kết Liverpool gặp câu lạc bộ đến từ Tây Ban Nha, Villarreal. Tại trận lượt đi mặc dù thi đấu tốt nhưng The Kop phải đón nhận bàn thua ở những phút chót và đành chấp nhận thất bại 0-1. Tuy nhiên ở trận lượt về, Liverpool của Klopp đã thi đấu xuất sắc để lật ngược tình thế với chiến thắng cách biệt 3-0 để tiến vào trận chung kết trước khi để thua một câu lạc bộ khác của Tây Ban Nha là Sevilla với tỉ số 1-3. Dù thất bại ở 2 trận chung kết, nhưng Jürgen Klopp đã chiếm nhiều cảm tình từ phía người hâm mộ bằng một lối chơi kỷ luật và đầy máu lửa.
Vào tháng 7 năm 2016, Liverpool thông báo đã gia hạn với huấn luyện viên Jürgen Klopp thêm 6 năm, hợp đồng sẽ mãn hạn vào hè năm 2022. Trước đó, CLB đã sở hữu bản hợp đồng trị giá 30 triệu bảng từ Southampton, tiền đạo Sadio Mané. Mùa giải trọn vẹn đầu tiên của ông kết thúc khi đưa đội đứng thứ 4
Tháng 6 năm 2017, câu lạc bộ đã chiêu mộ thành công cầu thủ người Ai Cập Mohamed Salah từ A.S. Roma với mức giá chuyển nhượng 42 triệu Euro, cùng Virgil van Dijk với mức phí chuyển nhượng kỷ lục 75 triệu bảng vào mùa đông, và bán Philippe Coutinho cho FC Barcelona với mức giá 160 triệu Euro. Mùa giải 2017-18, nhờ sự xuất sắc của bộ ba Salah - Firmino - Mané, Liverpool đứng thứ 4 chung cuộc ở giải ngoại hạng. Còn ở đấu trường Champions League, đội bóng đã lần lượt vượt qua Porto, Man City và A.S. Roma để vào đến trận chung kết gặp Real Madrid. Tuy nhiên, The Kop để thua với tỉ số 1-3.
Đến mùa giải 2018-2019, Liverpool xuất sắc sau khi bỏ xa Manchester City tận 7 điểm để nắm chắc ngôi đầu nhưng sau đó là hàng loạt cú sẩy chân trong tháng 3 khiến họ rơi xuống vị trí thứ 2, chung cuộc Liverpool về nhì với 97 điểm, số điểm cao nhất trong lịch sử của đội bóng này nhưng vẫn ít hơn đội vô địch là Manchester City với 98 điểm. Tại Champions League, đội bóng lần lượt vượt qua Bayern Munich, Porto để vào bán kết gặp Barcelona. Trận gặp Barcelona tại lượt về bán kết Champions League là một trong những trận đấu ngược dòng kinh điển của lịch sử Champions League. Sau khi để thua lượt đi tại Camp Nou với tỉ số 3-0, đội bóng đã ngược dòng không tưởng tại trận lượt về tại Anfield với tỉ số 4-0 bởi cú đúp của Origi và Georginio Wijnaldum, qua đó kết thúc trận đấu với tỷ số 4-3 để vào đến trận chung kết gặp đối thủ cùng quốc gia là Tottenham. Ở trận chung kết diễn ra tại thành phố Madrid, với 2 pha lập công của Salah và Origi đã giúp Liverpool đánh bại đối thủ, qua đó mang về danh hiệu đầu tiên dưới thời Jürgen Klopp và là danh hiệu thứ 6 cho đội bóng tại đấu trường này. Sau đó, đội còn giành được thêm 2 danh hiệu quốc tế là UEFA Super Cup trước Chelsea và FIFA Club World Cup trước đại diện đến từ Brazil Flamengo để kết thúc một năm 2019 đầy rực rỡ.
The Kop bước sang năm 2020 với vị trí đầu bảng Giải bóng đá Ngoại hạng Anh,dẫn trước đội xếp thứ 2 là Manchester City tới 16 điểm. Tuy nhiên đại dịch COVID-19 ảnh hưởng đến tất cả các hoạt động thể thao trên thế giới, Ngoại hạng Anh cũng đồng thời bị hoãn. Liverpool đang dẫn đầu bảng xếp hạng Ngoại Hạng Anh với 82 điểm, bỏ xa đội thứ 2 Manchester City với 57 điểm. Ban tổ chức Ngoại hạng Anh đã lên kế hoạch trao cúp vô địch sớm cho Liverpool nhưng các đội bóng khác đã lên tiếng phản đối và yêu cầu hủy kết quả mùa giải, tiêu biểu là West Ham United và Tottenham.
Rạng sáng ngày 26 tháng 6 năm 2020, ở vòng 31, Chelsea đánh bại Man City 2-1. Cùng với việc Liverpool thắng Crystal Palace khiến khoảng cách giữa Man City và Liverpool được nới rộng lên thành 23 điểm. Vì Ngoại Hạng Anh chỉ còn 7 vòng đấu nữa là kết thúc nên thầy trò HLV Guardiola đã chính thức hết cơ hội bám đuổi Liverpool. Ngôi vương đã thuộc về Juergen Klopp và các học trò một cách đầy xứng đáng. Liverpool lập kỷ lục vô địch sớm 7 vòng đấu.
Rạng sáng ngày 5 tháng 10 năm 2020, ở vòng 5, Liverpool đã nhận cú sốc lớn khi để thua 2-7 trước Aston Villa. Cùng với chấn thương của các trụ cột, Liverpool thi đấu sa sút và chỉ kết thúc mùa giải ở vị trí thứ 3. Sang mùa giải 2021-22, Liverpool đã 2 lần đánh bại Chelsea ở chung kết Carabao Cup, và FA Cup đều ở loạt luân lưu. Tuy nhiên, đội về nhì tại giải quốc nội với 92 điểm, đứng sau Manchester City với 1 điểm ít hơn, và nhận thất bại 0-1 tại chung kết Champions League trước Real Madrid. Sau khi trải qua mùa giải 2023–24 không mấy thành công, Klopp nói lời chia tay với câu lạc bộ sau chín năm gắn bó.

### Thời Arne Slot
Ngày 20 tháng 5 năm 2024, Liverpool thông báo rằng Arne Slot là cái tên thay thế cho Jurgen Klopp ở vị trí huấn luyện viên. Ông ra mắt câu lạc bộ dưới vai trò này vào ngày 1 tháng 6 cùng năm.Ông đã dành được Ngoại Hạng Anh mùa 2024/25 chỉ trong mùa đầu tiên dẫn dắt.Chức vô địch Ngoại Hạng Anh này là lần thứ 20 đội bóng lên ngôi tại giải đấu tính cả trước kỉ nguyên Premier League

## Tóm tắt hoạt động
| \| - 1892, Thành lập Câu lạc bộ bóng đá Liverpool. - 1892-93 - Giải vô địch Lancashire: vô địch. - 1893-94 - Giải Hạng nhì: vô địch. - 1894-95 - Giải Hạng nhất: thứ 16, xuống lại Giải Hạng nhì. - 1895-96 - Giải Hạng nhì: vô địch. - 1896-97 - Giải Hạng nhất: đứng thứ 5. - 1897-98 - Giải Hạng nhất: đứng thứ 9. - 1898-99 - Giải Hạng nhất: đứng thứ 2. - 1899-1900 - Giải Hạng nhất: thứ 10. - 1900-01 - Giải Hạng nhất: vô địch, lần đầu tiên. - 1901-02 - Giải Hạng nhất: đứng thứ 11. - 1902-03 - Giải Hạng nhất: đứng thứ 5. - 1903-04 - Giải Hạng nhất: đứng thứ 17. - 1904-05 - Giải Hạng nhì: vô địch. - 1905-06 - Giải Hạng nhất: vô địch, lần thứ 2. - 1906-07 - Giải Hạng nhất: đứng thứ 17. - 1907-08 - Giải Hạng nhất: đứng thứ 8. - 1908-09 - Giải Hạng nhất: đứng thứ 16. - 1909-10 - Giải Hạng nhất: đứng thứ 2. - 1910-11 - Giải Hạng nhất: đứng thứ 13. - 1911-12 - Giải Hạng nhất: đứng thứ 17. - 1912-13 - Giải Hạng nhất: đứng thứ 12. - 1913-14 - Giải Hạng nhất: đứng thứ 16; - 1914-15 - Giải Hạng nhất: đứng thứ 13. - 1915-19 - Đình chỉ hoạt động do Chiến tranh thế giới lần thứ nhất. - 1919-20 - Giải Hạng nhất: đứng thứ 4. - 1920-21 - Giải Hạng nhất: đứng thứ 4. - 1921-22 - Giải Hạng nhất: vô địch, lần thứ 3. - 1922-23 - Giải Hạng nhất: vô địch, lần thứ 4. - 1923-24 - Giải Hạng nhất: đứng thứ 12. - 1924-25 - Giải Hạng nhất: đứng thứ 4. - 1925-26 - Giải Hạng nhất: đứng thứ 7. - 1926-27 - Giải Hạng nhất: đứng thứ 9. - 1927-28 - Giải Hạng nhất: đứng thứ 16. - 1928-29 - Giải Hạng nhất: đứng thứ 5. - 1929-30 - Giải Hạng nhất: đứng thứ 12. - 1930-31 - Giải Hạng nhất: đứng thứ 9. - 1931-32 - Giải Hạng nhất: đứng thứ 10. - 1932-33 - Giải Hạng nhất: đứng thứ 14. - 1933-34 - Giải Hạng nhất: đứng thứ 18. - 1934-35 - Giải Hạng nhất: đứng thứ 7. - 1935-36 - Giải Hạng nhất: đứng thứ 19. - 1936-37 - Giải Hạng nhất: đứng thứ 18. - 1937-38 - Giải Hạng nhất: đứng thứ 11. - 1938-46 - Đình chỉ hoạt động do Chiến tranh thế giới lần thứ hai. - 1946-47 - Giải Hạng nhất: vô địch, lần thứ 5. - 1947-48 - Giải Hạng nhất: đứng thứ 11. - 1948-49 - Giải Hạng nhất: đứng thứ 12. - 1949-50 - Giải Hạng nhất: đứng thứ 8. \| - 1950-51 - Giải Hạng nhất: đứng thứ 9. - 1951-52 - Giải Hạng nhất: đứng thứ 11. - 1952-53 - Giải Hạng nhất: đứng thứ 17. - 1953-54 - Giải Hạng nhất: đứng thứ 22. - 1954-55 - Giải Hạng nhì: đứng thứ 11. - 1955-56 - Giải Hạng nhì: đứng thứ 3. - 1956-57 - Giải Hạng nhì: đứng thứ 3. - 1957-58 - Giải Hạng nhì: đứng thứ 4. - 1958-59 - Giải Hạng nhì: đứng thứ 4. - 1959-60 - Giải Hạng nhì: đứng thứ 3. - 1960-61 - Giải Hạng nhì: đứng thứ 3. - 1961-62 - Giải Hạng nhì: vô địch. - 1962-63 - Giải Hạng nhất: đứng thứ 8. - 1963-64 - Giải Hạng nhất: vô địch, lần thứ 6. - 1964-65 - Giải Hạng nhất: đứng thứ 7; Cúp FA: vô địch, lần đầu tiên Siêu cúp Anh: vô địch, lần đầu tiên. - 1965-66 - Giải Hạng nhất: vô địch, lần thứ 7; Siêu cúp Anh: vô địch, lần thứ 2. - 1966-67 - Giải Hạng nhất: đứng thứ 5; Siêu cúp Anh: vô địch, lần thứ 3. - 1967-68 - Giải Hạng nhất: đứng thứ 3. - 1968-69 - Giải Hạng nhất: đứng thứ 2. - 1969-70 - Giải Hạng nhất: đứng thứ 5. - 1970-71 - Giải Hạng nhất: đứng thứ 5. - 1971-72 - Giải Hạng nhất: đứng thứ 3. - 1972-73 - Giải Hạng nhất: vô địch, lần thứ 8; Tập tin:UEFA Cup (adjusted).png Cúp UEFA: vô địch, lần đầu tiên. - 1973-74 - Giải Hạng nhất: đứng thứ 2; Cúp FA: vô địch, lần thứ 2. - 1974-75 - Giải Hạng nhất: đứng thứ 3; Siêu cúp Anh: vô địch, lần thứ 4. - 1975-76 - Giải Hạng nhất: vô địch, lần thứ 9; Tập tin:UEFA Cup (adjusted).png Cúp UEFA: vô địch, lần thứ 2. - 1976-77 - Giải Hạng nhất: vô địch, lần thứ 10; Siêu cúp Anh: vô địch,lần thứ 5.; Cúp C1: vô địch, lần đầu tiên. - 1977-78 - Giải hạng nhất: đứng thứ 2; Siêu cúp Anh: vô địch, lần thứ 6.; Cúp C1: vô địch, lần thứ 2; Siêu cúp châu Âu: vô địch, lần đầu tiên. - 1978-79 - Giải Hạng nhất: vô địch, lần thứ 11. - 1979-80 - Giải Hạng nhất: vô địch, lần thứ 12; Siêu cúp Anh: vô địch, lần thứ 7. - 1980-81 - Giải Hạng nhất: đứng thứ 5; Cúp Liên đoàn: vô địch, lần đầu tiên; Siêu cúp Anh: vô địch, lần thứ 8; Cúp C1: vô địch, lần thứ 3. - 1981-82 - Giải Hạng nhất: vô địch, lần thứ 13; Cúp Liên đoàn: vô địch, lần thứ 2. - 1982-83 - Giải Hạng nhất: vô địch, lần thứ 14; Cúp Liên đoàn: vô địch, lần thứ 3. Siêu cúp Anh: vô địch, lần thứ 9. - 1983-84 - Giải Hạng nhất: vô địch, lần thứ 15; Cúp Liên đoàn: vô địch, lần thứ 4. Cúp C1: vô địch, lần thứ 4. - 1984-85 - Giải Hạng nhất: đứng thứ 2. - 1985-86 - Giải Hạng nhất: vô địch, lần thứ 16; Cúp FA: vô địch, lần thứ 3; Siêu cúp bóng đá: vô địch, lần thứ 1. - 1986-87 - Giải Hạng nhất: đứng thứ 2; Siêu cúp Anh: vô địch, lần thứ 10. \| - 1987-88 - Giải Hạng nhất: vô địch, lần thứ 17. - 1988-89 - Giải Hạng nhất: đứng thứ 2; Cúp FA: vô địch, lần thứ 4; Siêu cúp Anh: vô địch, lần thứ 11. - 1989-90 - Giải Hạng nhất: vô địch, lần thứ 18; Siêu cúp Anh: vô địch, lần thứ 12. - 1990-91 - Giải Hạng nhất: đứng thứ 2; Siêu cúp Anh: vô địch, lần thứ 13. - 1991-92 - Giải Ngoại hạng: đứng thứ 6; Cúp FA: vô địch, lần thứ 5. - 1992-93 - Giải Ngoại hạng: đứng thứ 6. - 1993-94 - Giải Ngoại hạng: đứng thứ 6. - 1994-95 - Giải Ngoại hạng: đứng thứ 8; Cúp Liên đoàn: vô địch, lần thứ 5. - 1995-96 - Giải Ngoại hạng: đứng thứ 4. - 1996-97 - Giải Ngoại hạng: đứng thứ 3. - 1997-98 - Giải Ngoại hạng: đứng thứ 4. - 1998-99 - Giải Ngoại hạng: đứng thứ 7. - 1999-2000 - Giải Ngoại hạng: đứng thứ 4. - 2000-01 - Giải Ngoại hạng: đứng thứ 3; Cúp FA: vô địch, lần thứ 6. Cúp Liên đoàn: vô địch, lần thứ 6. Tập tin:UEFA Cup (adjusted).png Cúp UEFA: vô địch, lần thứ 3. - 2001-02 - Giải Ngoại hạng: đứng thứ 4; Siêu cúp Anh: vô địch, lần thứ 14; Siêu cúp châu Âu: vô địch, lần thứ 2. - 2002-03 - Giải Ngoại hạng: đứng thứ 5; Cúp Liên Đoàn: vô địch, lần thứ 7. - 2003-04 - Giải Ngoại hạng: đứng thứ 4; - 2004-05 - Giải Ngoại hạng: đứng thứ 5; Cúp C1: vô địch, lần thứ 5. - 2005-06 - Giải Ngoại hạng: đứng thứ 3; Cúp FA: vô địch, lần thứ 7; Siêu cúp châu Âu: vô địch, lần thứ 3. - 2006-07 - Giải Ngoại hạng: đứng thứ 3; Siêu cúp Anh: vô địch, lần thứ 15. - 2007-08 - Giải Ngoại hạng: đứng thứ 4. - 2008-09 - Giải Ngoại hạng: đứng thứ 2. - 2009-10 - Giải Ngoại hạng: đứng thứ 7. - 2010-11 - Giải Ngoại hạng: đứng thứ 6. - 2011-12 - Giải Ngoại hạng: đứng thứ 8; Cúp Liên đoàn: vô địch, lần thứ 8. - 2012-13 - Giải Ngoại hạng: đứng thứ 7. - 2013-14 - Giải Ngoại hạng: đứng thứ 2. - 2014-15 - Giải Ngoại hạng: đứng thứ 6. - 2015-16 - Giải Ngoại hạng: đứng thứ 8. - 2016-17 - Giải Ngoại hạng: đứng thứ 4. - 2017-18 - Giải Ngoại hạng: đứng thứ 4. - 2018-19 - Giải Ngoại hạng: đứng thứ 2; Cúp C1: vô địch, lần thứ 6. - 2019-20 - Giải Ngoại hạng: vô địch (Sớm 7 vòng đấu) - 2020-21 - Giải Ngoại hạng: đứng thứ 3; - 2021-22 - Giải Ngoại hạng: đứng thứ 2; Cúp Liên đoàn: vô địch, lần thứ 9; Cúp FA: vô địch, lần thứ 8; - 2022-23 - Giải Ngoại hạng: đứng thứ 5. - 2023-24 - Cúp Liên đoàn: vô địch, lần thứ 10. - 2024-25 - Giải Ngoại hạng: vô địch \| | | |
| - 1892, Thành lập Câu lạc bộ bóng đá Liverpool. - 1892-93 - Giải vô địch Lancashire: vô địch. - 1893-94 - Giải Hạng nhì: vô địch. - 1894-95 - Giải Hạng nhất: thứ 16, xuống lại Giải Hạng nhì. - 1895-96 - Giải Hạng nhì: vô địch. - 1896-97 - Giải Hạng nhất: đứng thứ 5. - 1897-98 - Giải Hạng nhất: đứng thứ 9. - 1898-99 - Giải Hạng nhất: đứng thứ 2. - 1899-1900 - Giải Hạng nhất: thứ 10. - 1900-01 - Giải Hạng nhất: vô địch, lần đầu tiên. - 1901-02 - Giải Hạng nhất: đứng thứ 11. - 1902-03 - Giải Hạng nhất: đứng thứ 5. - 1903-04 - Giải Hạng nhất: đứng thứ 17. - 1904-05 - Giải Hạng nhì: vô địch. - 1905-06 - Giải Hạng nhất: vô địch, lần thứ 2. - 1906-07 - Giải Hạng nhất: đứng thứ 17. - 1907-08 - Giải Hạng nhất: đứng thứ 8. - 1908-09 - Giải Hạng nhất: đứng thứ 16. - 1909-10 - Giải Hạng nhất: đứng thứ 2. - 1910-11 - Giải Hạng nhất: đứng thứ 13. - 1911-12 - Giải Hạng nhất: đứng thứ 17. - 1912-13 - Giải Hạng nhất: đứng thứ 12. - 1913-14 - Giải Hạng nhất: đứng thứ 16; - 1914-15 - Giải Hạng nhất: đứng thứ 13. - 1915-19 - Đình chỉ hoạt động do Chiến tranh thế giới lần thứ nhất. - 1919-20 - Giải Hạng nhất: đứng thứ 4. - 1920-21 - Giải Hạng nhất: đứng thứ 4. - 1921-22 - Giải Hạng nhất: vô địch, lần thứ 3. - 1922-23 - Giải Hạng nhất: vô địch, lần thứ 4. - 1923-24 - Giải Hạng nhất: đứng thứ 12. - 1924-25 - Giải Hạng nhất: đứng thứ 4. - 1925-26 - Giải Hạng nhất: đứng thứ 7. - 1926-27 - Giải Hạng nhất: đứng thứ 9. - 1927-28 - Giải Hạng nhất: đứng thứ 16. - 1928-29 - Giải Hạng nhất: đứng thứ 5. - 1929-30 - Giải Hạng nhất: đứng thứ 12. - 1930-31 - Giải Hạng nhất: đứng thứ 9. - 1931-32 - Giải Hạng nhất: đứng thứ 10. - 1932-33 - Giải Hạng nhất: đứng thứ 14. - 1933-34 - Giải Hạng nhất: đứng thứ 18. - 1934-35 - Giải Hạng nhất: đứng thứ 7. - 1935-36 - Giải Hạng nhất: đứng thứ 19. - 1936-37 - Giải Hạng nhất: đứng thứ 18. - 1937-38 - Giải Hạng nhất: đứng thứ 11. - 1938-46 - Đình chỉ hoạt động do Chiến tranh thế giới lần thứ hai. - 1946-47 - Giải Hạng nhất: vô địch, lần thứ 5. - 1947-48 - Giải Hạng nhất: đứng thứ 11. - 1948-49 - Giải Hạng nhất: đứng thứ 12. - 1949-50 - Giải Hạng nhất: đứng thứ 8. | - 1950-51 - Giải Hạng nhất: đứng thứ 9. - 1951-52 - Giải Hạng nhất: đứng thứ 11. - 1952-53 - Giải Hạng nhất: đứng thứ 17. - 1953-54 - Giải Hạng nhất: đứng thứ 22. - 1954-55 - Giải Hạng nhì: đứng thứ 11. - 1955-56 - Giải Hạng nhì: đứng thứ 3. - 1956-57 - Giải Hạng nhì: đứng thứ 3. - 1957-58 - Giải Hạng nhì: đứng thứ 4. - 1958-59 - Giải Hạng nhì: đứng thứ 4. - 1959-60 - Giải Hạng nhì: đứng thứ 3. - 1960-61 - Giải Hạng nhì: đứng thứ 3. - 1961-62 - Giải Hạng nhì: vô địch. - 1962-63 - Giải Hạng nhất: đứng thứ 8. - 1963-64 - Giải Hạng nhất: vô địch, lần thứ 6. - 1964-65 - Giải Hạng nhất: đứng thứ 7; Cúp FA: vô địch, lần đầu tiên Siêu cúp Anh: vô địch, lần đầu tiên. - 1965-66 - Giải Hạng nhất: vô địch, lần thứ 7; Siêu cúp Anh: vô địch, lần thứ 2. - 1966-67 - Giải Hạng nhất: đứng thứ 5; Siêu cúp Anh: vô địch, lần thứ 3. - 1967-68 - Giải Hạng nhất: đứng thứ 3. - 1968-69 - Giải Hạng nhất: đứng thứ 2. - 1969-70 - Giải Hạng nhất: đứng thứ 5. - 1970-71 - Giải Hạng nhất: đứng thứ 5. - 1971-72 - Giải Hạng nhất: đứng thứ 3. - 1972-73 - Giải Hạng nhất: vô địch, lần thứ 8; Tập tin:UEFA Cup (adjusted).png Cúp UEFA: vô địch, lần đầu tiên. - 1973-74 - Giải Hạng nhất: đứng thứ 2; Cúp FA: vô địch, lần thứ 2. - 1974-75 - Giải Hạng nhất: đứng thứ 3; Siêu cúp Anh: vô địch, lần thứ 4. - 1975-76 - Giải Hạng nhất: vô địch, lần thứ 9; Tập tin:UEFA Cup (adjusted).png Cúp UEFA: vô địch, lần thứ 2. - 1976-77 - Giải Hạng nhất: vô địch, lần thứ 10; Siêu cúp Anh: vô địch,lần thứ 5.; Cúp C1: vô địch, lần đầu tiên. - 1977-78 - Giải hạng nhất: đứng thứ 2; Siêu cúp Anh: vô địch, lần thứ 6.; Cúp C1: vô địch, lần thứ 2; Siêu cúp châu Âu: vô địch, lần đầu tiên. - 1978-79 - Giải Hạng nhất: vô địch, lần thứ 11. - 1979-80 - Giải Hạng nhất: vô địch, lần thứ 12; Siêu cúp Anh: vô địch, lần thứ 7. - 1980-81 - Giải Hạng nhất: đứng thứ 5; Cúp Liên đoàn: vô địch, lần đầu tiên; Siêu cúp Anh: vô địch, lần thứ 8; Cúp C1: vô địch, lần thứ 3. - 1981-82 - Giải Hạng nhất: vô địch, lần thứ 13; Cúp Liên đoàn: vô địch, lần thứ 2. - 1982-83 - Giải Hạng nhất: vô địch, lần thứ 14; Cúp Liên đoàn: vô địch, lần thứ 3. Siêu cúp Anh: vô địch, lần thứ 9. - 1983-84 - Giải Hạng nhất: vô địch, lần thứ 15; Cúp Liên đoàn: vô địch, lần thứ 4. Cúp C1: vô địch, lần thứ 4. - 1984-85 - Giải Hạng nhất: đứng thứ 2. - 1985-86 - Giải Hạng nhất: vô địch, lần thứ 16; Cúp FA: vô địch, lần thứ 3; Siêu cúp bóng đá: vô địch, lần thứ 1. - 1986-87 - Giải Hạng nhất: đứng thứ 2; Siêu cúp Anh: vô địch, lần thứ 10. | - 1987-88 - Giải Hạng nhất: vô địch, lần thứ 17. - 1988-89 - Giải Hạng nhất: đứng thứ 2; Cúp FA: vô địch, lần thứ 4; Siêu cúp Anh: vô địch, lần thứ 11. - 1989-90 - Giải Hạng nhất: vô địch, lần thứ 18; Siêu cúp Anh: vô địch, lần thứ 12. - 1990-91 - Giải Hạng nhất: đứng thứ 2; Siêu cúp Anh: vô địch, lần thứ 13. - 1991-92 - Giải Ngoại hạng: đứng thứ 6; Cúp FA: vô địch, lần thứ 5. - 1992-93 - Giải Ngoại hạng: đứng thứ 6. - 1993-94 - Giải Ngoại hạng: đứng thứ 6. - 1994-95 - Giải Ngoại hạng: đứng thứ 8; Cúp Liên đoàn: vô địch, lần thứ 5. - 1995-96 - Giải Ngoại hạng: đứng thứ 4. - 1996-97 - Giải Ngoại hạng: đứng thứ 3. - 1997-98 - Giải Ngoại hạng: đứng thứ 4. - 1998-99 - Giải Ngoại hạng: đứng thứ 7. - 1999-2000 - Giải Ngoại hạng: đứng thứ 4. - 2000-01 - Giải Ngoại hạng: đứng thứ 3; Cúp FA: vô địch, lần thứ 6. Cúp Liên đoàn: vô địch, lần thứ 6. Tập tin:UEFA Cup (adjusted).png Cúp UEFA: vô địch, lần thứ 3. - 2001-02 - Giải Ngoại hạng: đứng thứ 4; Siêu cúp Anh: vô địch, lần thứ 14; Siêu cúp châu Âu: vô địch, lần thứ 2. - 2002-03 - Giải Ngoại hạng: đứng thứ 5; Cúp Liên Đoàn: vô địch, lần thứ 7. - 2003-04 - Giải Ngoại hạng: đứng thứ 4; - 2004-05 - Giải Ngoại hạng: đứng thứ 5; Cúp C1: vô địch, lần thứ 5. - 2005-06 - Giải Ngoại hạng: đứng thứ 3; Cúp FA: vô địch, lần thứ 7; Siêu cúp châu Âu: vô địch, lần thứ 3. - 2006-07 - Giải Ngoại hạng: đứng thứ 3; Siêu cúp Anh: vô địch, lần thứ 15. - 2007-08 - Giải Ngoại hạng: đứng thứ 4. - 2008-09 - Giải Ngoại hạng: đứng thứ 2. - 2009-10 - Giải Ngoại hạng: đứng thứ 7. - 2010-11 - Giải Ngoại hạng: đứng thứ 6. - 2011-12 - Giải Ngoại hạng: đứng thứ 8; Cúp Liên đoàn: vô địch, lần thứ 8. - 2012-13 - Giải Ngoại hạng: đứng thứ 7. - 2013-14 - Giải Ngoại hạng: đứng thứ 2. - 2014-15 - Giải Ngoại hạng: đứng thứ 6. - 2015-16 - Giải Ngoại hạng: đứng thứ 8. - 2016-17 - Giải Ngoại hạng: đứng thứ 4. - 2017-18 - Giải Ngoại hạng: đứng thứ 4. - 2018-19 - Giải Ngoại hạng: đứng thứ 2; Cúp C1: vô địch, lần thứ 6. - 2019-20 - Giải Ngoại hạng: vô địch (Sớm 7 vòng đấu) - 2020-21 - Giải Ngoại hạng: đứng thứ 3; - 2021-22 - Giải Ngoại hạng: đứng thứ 2; Cúp Liên đoàn: vô địch, lần thứ 9; Cúp FA: vô địch, lần thứ 8; - 2022-23 - Giải Ngoại hạng: đứng thứ 5. - 2023-24 - Cúp Liên đoàn: vô địch, lần thứ 10. - 2024-25 - Giải Ngoại hạng: vô địch |

| - 1892, Thành lập Câu lạc bộ bóng đá Liverpool. - 1892-93 - Giải vô địch Lancashire: vô địch. - 1893-94 - Giải Hạng nhì: vô địch. - 1894-95 - Giải Hạng nhất: thứ 16, xuống lại Giải Hạng nhì. - 1895-96 - Giải Hạng nhì: vô địch. - 1896-97 - Giải Hạng nhất: đứng thứ 5. - 1897-98 - Giải Hạng nhất: đứng thứ 9. - 1898-99 - Giải Hạng nhất: đứng thứ 2. - 1899-1900 - Giải Hạng nhất: thứ 10. - 1900-01 - Giải Hạng nhất: vô địch, lần đầu tiên. - 1901-02 - Giải Hạng nhất: đứng thứ 11. - 1902-03 - Giải Hạng nhất: đứng thứ 5. - 1903-04 - Giải Hạng nhất: đứng thứ 17. - 1904-05 - Giải Hạng nhì: vô địch. - 1905-06 - Giải Hạng nhất: vô địch, lần thứ 2. - 1906-07 - Giải Hạng nhất: đứng thứ 17. - 1907-08 - Giải Hạng nhất: đứng thứ 8. - 1908-09 - Giải Hạng nhất: đứng thứ 16. - 1909-10 - Giải Hạng nhất: đứng thứ 2. - 1910-11 - Giải Hạng nhất: đứng thứ 13. - 1911-12 - Giải Hạng nhất: đứng thứ 17. - 1912-13 - Giải Hạng nhất: đứng thứ 12. - 1913-14 - Giải Hạng nhất: đứng thứ 16; - 1914-15 - Giải Hạng nhất: đứng thứ 13. - 1915-19 - Đình chỉ hoạt động do Chiến tranh thế giới lần thứ nhất. - 1919-20 - Giải Hạng nhất: đứng thứ 4. - 1920-21 - Giải Hạng nhất: đứng thứ 4. - 1921-22 - Giải Hạng nhất: vô địch, lần thứ 3. - 1922-23 - Giải Hạng nhất: vô địch, lần thứ 4. - 1923-24 - Giải Hạng nhất: đứng thứ 12. - 1924-25 - Giải Hạng nhất: đứng thứ 4. - 1925-26 - Giải Hạng nhất: đứng thứ 7. - 1926-27 - Giải Hạng nhất: đứng thứ 9. - 1927-28 - Giải Hạng nhất: đứng thứ 16. - 1928-29 - Giải Hạng nhất: đứng thứ 5. - 1929-30 - Giải Hạng nhất: đứng thứ 12. - 1930-31 - Giải Hạng nhất: đứng thứ 9. - 1931-32 - Giải Hạng nhất: đứng thứ 10. - 1932-33 - Giải Hạng nhất: đứng thứ 14. - 1933-34 - Giải Hạng nhất: đứng thứ 18. - 1934-35 - Giải Hạng nhất: đứng thứ 7. - 1935-36 - Giải Hạng nhất: đứng thứ 19. - 1936-37 - Giải Hạng nhất: đứng thứ 18. - 1937-38 - Giải Hạng nhất: đứng thứ 11. - 1938-46 - Đình chỉ hoạt động do Chiến tranh thế giới lần thứ hai. - 1946-47 - Giải Hạng nhất: vô địch, lần thứ 5. - 1947-48 - Giải Hạng nhất: đứng thứ 11. - 1948-49 - Giải Hạng nhất: đứng thứ 12. - 1949-50 - Giải Hạng nhất: đứng thứ 8. | - 1950-51 - Giải Hạng nhất: đứng thứ 9. - 1951-52 - Giải Hạng nhất: đứng thứ 11. - 1952-53 - Giải Hạng nhất: đứng thứ 17. - 1953-54 - Giải Hạng nhất: đứng thứ 22. - 1954-55 - Giải Hạng nhì: đứng thứ 11. - 1955-56 - Giải Hạng nhì: đứng thứ 3. - 1956-57 - Giải Hạng nhì: đứng thứ 3. - 1957-58 - Giải Hạng nhì: đứng thứ 4. - 1958-59 - Giải Hạng nhì: đứng thứ 4. - 1959-60 - Giải Hạng nhì: đứng thứ 3. - 1960-61 - Giải Hạng nhì: đứng thứ 3. - 1961-62 - Giải Hạng nhì: vô địch. - 1962-63 - Giải Hạng nhất: đứng thứ 8. - 1963-64 - Giải Hạng nhất: vô địch, lần thứ 6. - 1964-65 - Giải Hạng nhất: đứng thứ 7; Cúp FA: vô địch, lần đầu tiên Siêu cúp Anh: vô địch, lần đầu tiên. - 1965-66 - Giải Hạng nhất: vô địch, lần thứ 7; Siêu cúp Anh: vô địch, lần thứ 2. - 1966-67 - Giải Hạng nhất: đứng thứ 5; Siêu cúp Anh: vô địch, lần thứ 3. - 1967-68 - Giải Hạng nhất: đứng thứ 3. - 1968-69 - Giải Hạng nhất: đứng thứ 2. - 1969-70 - Giải Hạng nhất: đứng thứ 5. - 1970-71 - Giải Hạng nhất: đứng thứ 5. - 1971-72 - Giải Hạng nhất: đứng thứ 3. - 1972-73 - Giải Hạng nhất: vô địch, lần thứ 8; Tập tin:UEFA Cup (adjusted).png Cúp UEFA: vô địch, lần đầu tiên. - 1973-74 - Giải Hạng nhất: đứng thứ 2; Cúp FA: vô địch, lần thứ 2. - 1974-75 - Giải Hạng nhất: đứng thứ 3; Siêu cúp Anh: vô địch, lần thứ 4. - 1975-76 - Giải Hạng nhất: vô địch, lần thứ 9; Tập tin:UEFA Cup (adjusted).png Cúp UEFA: vô địch, lần thứ 2. - 1976-77 - Giải Hạng nhất: vô địch, lần thứ 10; Siêu cúp Anh: vô địch,lần thứ 5.; Cúp C1: vô địch, lần đầu tiên. - 1977-78 - Giải hạng nhất: đứng thứ 2; Siêu cúp Anh: vô địch, lần thứ 6.; Cúp C1: vô địch, lần thứ 2; Siêu cúp châu Âu: vô địch, lần đầu tiên. - 1978-79 - Giải Hạng nhất: vô địch, lần thứ 11. - 1979-80 - Giải Hạng nhất: vô địch, lần thứ 12; Siêu cúp Anh: vô địch, lần thứ 7. - 1980-81 - Giải Hạng nhất: đứng thứ 5; Cúp Liên đoàn: vô địch, lần đầu tiên; Siêu cúp Anh: vô địch, lần thứ 8; Cúp C1: vô địch, lần thứ 3. - 1981-82 - Giải Hạng nhất: vô địch, lần thứ 13; Cúp Liên đoàn: vô địch, lần thứ 2. - 1982-83 - Giải Hạng nhất: vô địch, lần thứ 14; Cúp Liên đoàn: vô địch, lần thứ 3. Siêu cúp Anh: vô địch, lần thứ 9. - 1983-84 - Giải Hạng nhất: vô địch, lần thứ 15; Cúp Liên đoàn: vô địch, lần thứ 4. Cúp C1: vô địch, lần thứ 4. - 1984-85 - Giải Hạng nhất: đứng thứ 2. - 1985-86 - Giải Hạng nhất: vô địch, lần thứ 16; Cúp FA: vô địch, lần thứ 3; Siêu cúp bóng đá: vô địch, lần thứ 1. - 1986-87 - Giải Hạng nhất: đứng thứ 2; Siêu cúp Anh: vô địch, lần thứ 10. | - 1987-88 - Giải Hạng nhất: vô địch, lần thứ 17. - 1988-89 - Giải Hạng nhất: đứng thứ 2; Cúp FA: vô địch, lần thứ 4; Siêu cúp Anh: vô địch, lần thứ 11. - 1989-90 - Giải Hạng nhất: vô địch, lần thứ 18; Siêu cúp Anh: vô địch, lần thứ 12. - 1990-91 - Giải Hạng nhất: đứng thứ 2; Siêu cúp Anh: vô địch, lần thứ 13. - 1991-92 - Giải Ngoại hạng: đứng thứ 6; Cúp FA: vô địch, lần thứ 5. - 1992-93 - Giải Ngoại hạng: đứng thứ 6. - 1993-94 - Giải Ngoại hạng: đứng thứ 6. - 1994-95 - Giải Ngoại hạng: đứng thứ 8; Cúp Liên đoàn: vô địch, lần thứ 5. - 1995-96 - Giải Ngoại hạng: đứng thứ 4. - 1996-97 - Giải Ngoại hạng: đứng thứ 3. - 1997-98 - Giải Ngoại hạng: đứng thứ 4. - 1998-99 - Giải Ngoại hạng: đứng thứ 7. - 1999-2000 - Giải Ngoại hạng: đứng thứ 4. - 2000-01 - Giải Ngoại hạng: đứng thứ 3; Cúp FA: vô địch, lần thứ 6. Cúp Liên đoàn: vô địch, lần thứ 6. Tập tin:UEFA Cup (adjusted).png Cúp UEFA: vô địch, lần thứ 3. - 2001-02 - Giải Ngoại hạng: đứng thứ 4; Siêu cúp Anh: vô địch, lần thứ 14; Siêu cúp châu Âu: vô địch, lần thứ 2. - 2002-03 - Giải Ngoại hạng: đứng thứ 5; Cúp Liên Đoàn: vô địch, lần thứ 7. - 2003-04 - Giải Ngoại hạng: đứng thứ 4; - 2004-05 - Giải Ngoại hạng: đứng thứ 5; Cúp C1: vô địch, lần thứ 5. - 2005-06 - Giải Ngoại hạng: đứng thứ 3; Cúp FA: vô địch, lần thứ 7; Siêu cúp châu Âu: vô địch, lần thứ 3. - 2006-07 - Giải Ngoại hạng: đứng thứ 3; Siêu cúp Anh: vô địch, lần thứ 15. - 2007-08 - Giải Ngoại hạng: đứng thứ 4. - 2008-09 - Giải Ngoại hạng: đứng thứ 2. - 2009-10 - Giải Ngoại hạng: đứng thứ 7. - 2010-11 - Giải Ngoại hạng: đứng thứ 6. - 2011-12 - Giải Ngoại hạng: đứng thứ 8; Cúp Liên đoàn: vô địch, lần thứ 8. - 2012-13 - Giải Ngoại hạng: đứng thứ 7. - 2013-14 - Giải Ngoại hạng: đứng thứ 2. - 2014-15 - Giải Ngoại hạng: đứng thứ 6. - 2015-16 - Giải Ngoại hạng: đứng thứ 8. - 2016-17 - Giải Ngoại hạng: đứng thứ 4. - 2017-18 - Giải Ngoại hạng: đứng thứ 4. - 2018-19 - Giải Ngoại hạng: đứng thứ 2; Cúp C1: vô địch, lần thứ 6. - 2019-20 - Giải Ngoại hạng: vô địch (Sớm 7 vòng đấu) - 2020-21 - Giải Ngoại hạng: đứng thứ 3; - 2021-22 - Giải Ngoại hạng: đứng thứ 2; Cúp Liên đoàn: vô địch, lần thứ 9; Cúp FA: vô địch, lần thứ 8; - 2022-23 - Giải Ngoại hạng: đứng thứ 5. - 2023-24 - Cúp Liên đoàn: vô địch, lần thứ 10. - 2024-25 - Giải Ngoại hạng: vô địch |

## Màu áo và biểu trưng

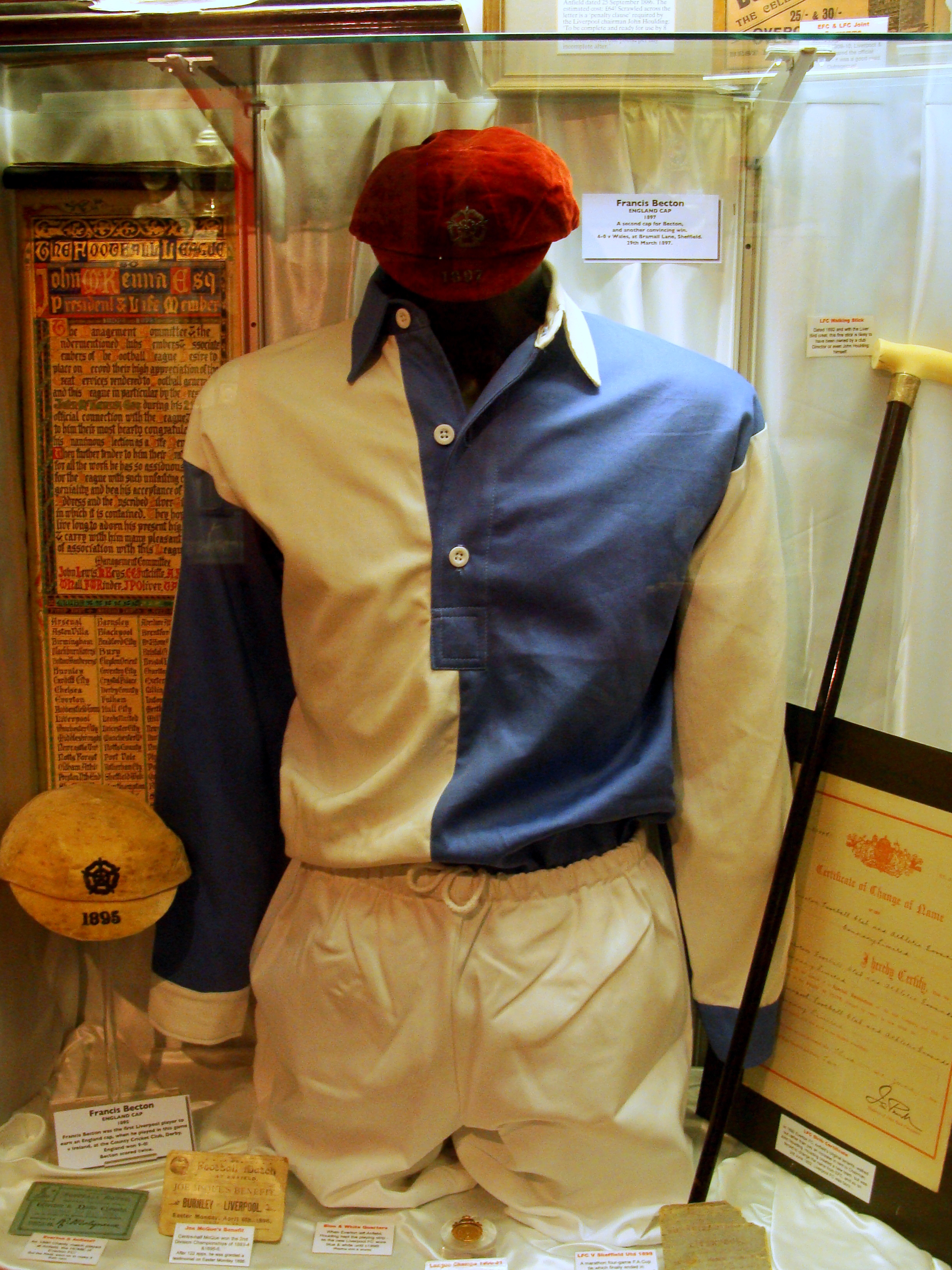
Áo sân nhà của Liverpool giai đoạn 1892–1896, bên cạnh là giấy chứng nhận đổi tên đội bóng

Vào thời kì đầu, khi đội bóng tiếp quản sân Anfield từ tay Everton, họ dùng màu áo của Everton là xanh và trắng. Năm 1896, Liverpool chọn trang phục thi đấu chính thức là áo đỏ và quần trắng. Họ vẫn sử dụng nó trong hơn 60 năm tiếp theo. Màu tất đã được thay đổi nhiều lần trong những năm đó: từ đỏ, sang đen, tới trắng rồi trở lại đỏ. Biểu trưng con chim Liver bắt đầu được gắn trên ngực trái áo đấu vào năm 1955. Tới năm 1964, huấn luyện viên Bill Shankly quyết định để các cầu thủ mặc trang phục toàn bộ đỏ lần đầu tiên trong trận gặp R.S.C Anderlecht, và Ian St. John đã nói lại điều này trong cuốn tự truyện của ông: Shankly nghĩ rằng màu sắc sẽ tác động tới tâm lý - màu đỏ cho nguy hiểm, màu đỏ cho sức mạnh.
"Trận đấu đối đầu với Anderlecht tại Anfield đúng là một đêm đáng nhớ. Chúng ta đã lần đầu tiên được mang bộ đồng phục đỏ. Chúa ơi, những cầu thủ lớn. Và chúng ta cũng chơi theo kiểu cầu thủ lớn".
Trang phục sân khách từng được sử dụng nhiều hơn cả là áo trắng hoặc vàng với quần đen, nhưng cũng có một vài ngoại lệ. Bộ trang phục màu xám được giới thiệu lần đầu vào năm 1987, và họ sử dụng nó cho tới mùa giải kỉ niệm 100 năm thành lập câu lạc bộ 1991–92, nó bị thay thế bởi bộ trang phục kết hợp giữa hai màu xanh lá cây và trắng. Sau nhiều lần thay đổi màu sắc trong những năm 1990, bao gồm vàng và màu hải quân, vàng sáng, đen và xám, và xám - vàng nhạt. Câu lạc bộ đã luân phiên sử dụng những bộ trang phục sân khách màu vàng và trắng cho tới mùa giải 2008–09, khi trang phục màu xám được sử dụng lại. Trang phục phụ được thiết kế dành cho các giải châu Âu, nhưng đôi khi được dùng tại các giải đấu quốc nội khi màu trang phục sân khách trùng với màu của đội chủ sân. Tháng 1 năm 2012, câu lạc bộ công bố bản hợp đồng với hãng thể thao Warrior Sports để được nhận tài trợ 25 triệu £/1 mùa và sản xuất trang phục thi đấu trong vòng 6 năm, bắt đầu từ mùa giải 2012-13. Vào tháng 2 năm 2015, công ty mẹ của Warrior, New Balance tuyên bố sẽ tham gia vào thị trường bóng đá toàn cầu, với các đội được Warrior tài trợ hiện đang được New Balance trang bị. Trước đó, tài trợ trang phục là hãng Adidas từ năm 2006 đến năm 2012, hãng này cũng đã tài trợ trong giai đoạn 1985-1996. Giai đoạn 1973-1985, trang phục tài trợ bởi Umbro và giai đoạn 1996-2006 bởi Reebok.

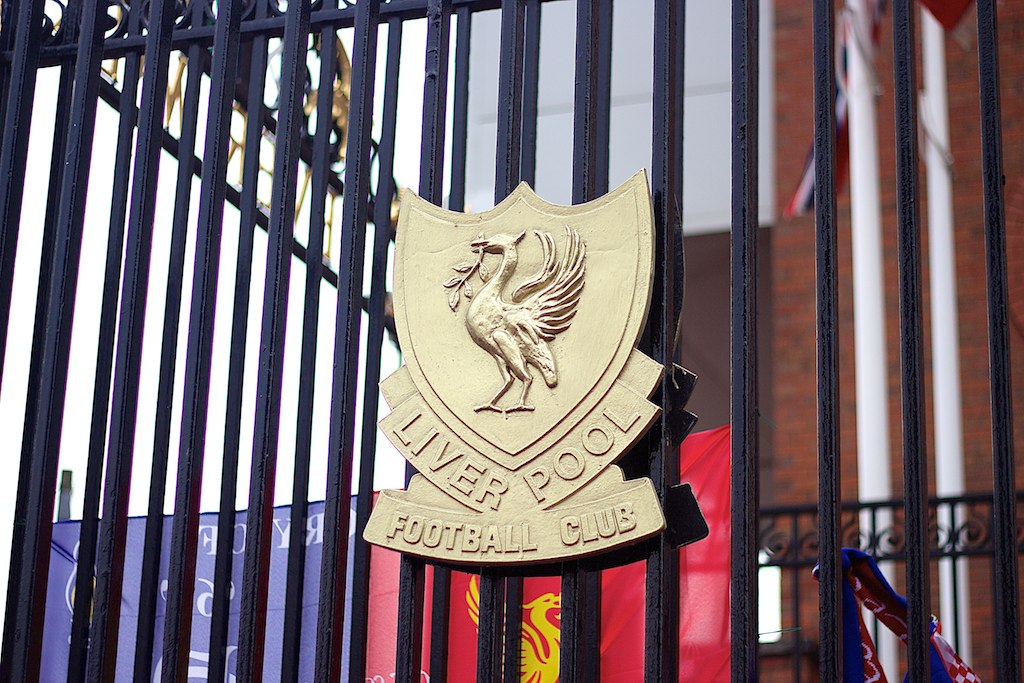
Một phiên bản huy hiệu Liverpool treo trên cổng Shankly.

Biểu trưng của Liverpool gồm hình con chim Liver bird (biểu trưng thành phố Liverpool, được chọn làm biểu trưng đội bóng vào năm 1901), được đặt bên trong hình một tấm khiên. Năm 1992, để kỉ niệm 100 năm thành lập, câu lạc bộ giới thiệu mẫu biểu trưng mới, thêm vào ở phía trên tấm khiên hình tượng trưng cho cánh cổng Shankly với dòng chữ "YOU'LL NEVER WALK ALONE" ("Bạn sẽ không bao giờ bước đi đơn độc"). Hai ngọn lửa tượng trưng cho đài tưởng niệm Hillsborough được thêm trong năm tiếp đó. Năm 2012, biểu trưng trên bộ trang phục mới do hãng Warrior Sports thiết kế đã loại bỏ tấm khiên và cánh cổng Shankly, trở về hình Liver bird giống những năm 1970; hai ngọn lửa được chuyển ra sau cổ áo, ở hai bên số 96, số người chết do thảm họa Hillsborough.

### Trang phục từ năm 2000-nay
| 2000-02 | 2002-04 | 2004-06 | 2006-08 | 2008-2010 | 2010-2012 | 2012-2013 | 2013-2014 |

| 2014-2015 | 2015-2016 | 2016-2017 | 2017-2018 | 2018-2019 | 2019-2020 | 2020-2021 | 2021-2022 |

### Nhà tài trợ
Liverpool là đội bóng chuyên nghiệp đầu tiên ở Anh in biểu trưng nhà tài trợ trên áo, sau khi họ đồng ý in tên hãng Hitachi vào năm 1979. Kể từ đó họ được tài trợ bởi Crown Paints, Candy, Carlsberg và hiện nay là ngân hàng Standard Chartered. Hợp đồng với Carlsberg được ký vào năm 1992 và kết thúc năm 2010 - là bản hợp đồng lâu nhất trong lịch sử bóng đá Anh.
| Nhà tài trợ \| Nhà tài trợ chính - 1973-1979: Không có - 1979-1982: Hitachi - 1982-1988: Crown Paints - 1988-1992: Candy - 1992-2010: Carlsberg - 2010-nay: Standard Chartered \| Nhà tài trợ trang phục (ngực áo) - 1973-1985: Umbro - 1985-1996: Adidas - 1996-2006: Reebok - 2006-2012: Adidas - 2012-2015: Warrior Sports - 2015-2020: New Balance - 2020-?: Nike Nhà tài trợ trang phục (tay áo) - 1973-2017: Không có - 2017-nay: Western Union \| | |
| Nhà tài trợ chính - 1973-1979: Không có - 1979-1982: Hitachi - 1982-1988: Crown Paints - 1988-1992: Candy - 1992-2010: Carlsberg - 2010-nay: Standard Chartered | Nhà tài trợ trang phục (ngực áo) - 1973-1985: Umbro - 1985-1996: Adidas - 1996-2006: Reebok - 2006-2012: Adidas - 2012-2015: Warrior Sports - 2015-2020: New Balance - 2020-?: Nike Nhà tài trợ trang phục (tay áo) - 1973-2017: Không có - 2017-nay: Western Union |

### Khoản tiền tài trợ trang phục
| Nhà tài trợ trang phục | Ký kết hợp đồng | Thời gian hợp đồng | Gia trị                         | Ghi chú                                                                                                   |
| ---------------------- | --------------- | ------------------ | ------------------------------- | --- |
| Warrior Sports         | 18/01/2012      | 2012–2015 (3 năm)  | 25 triệu bảng/năm               | Hạn hợp đồng ban đầu: 2012-2018 (6 năm), nhưng đã được New Balance tiếp quản vào cuối mùa giải 2014-2015. |
| New Balance            | 05/02/2015      | 2015–2020 (5 năm)  | 45 triệu bảng/năm               | |
| Nike                   | 01/06/2020      | Chưa rõ            | 30 triệu bảng+20% doanh thu/năm | |

## Sân vận động

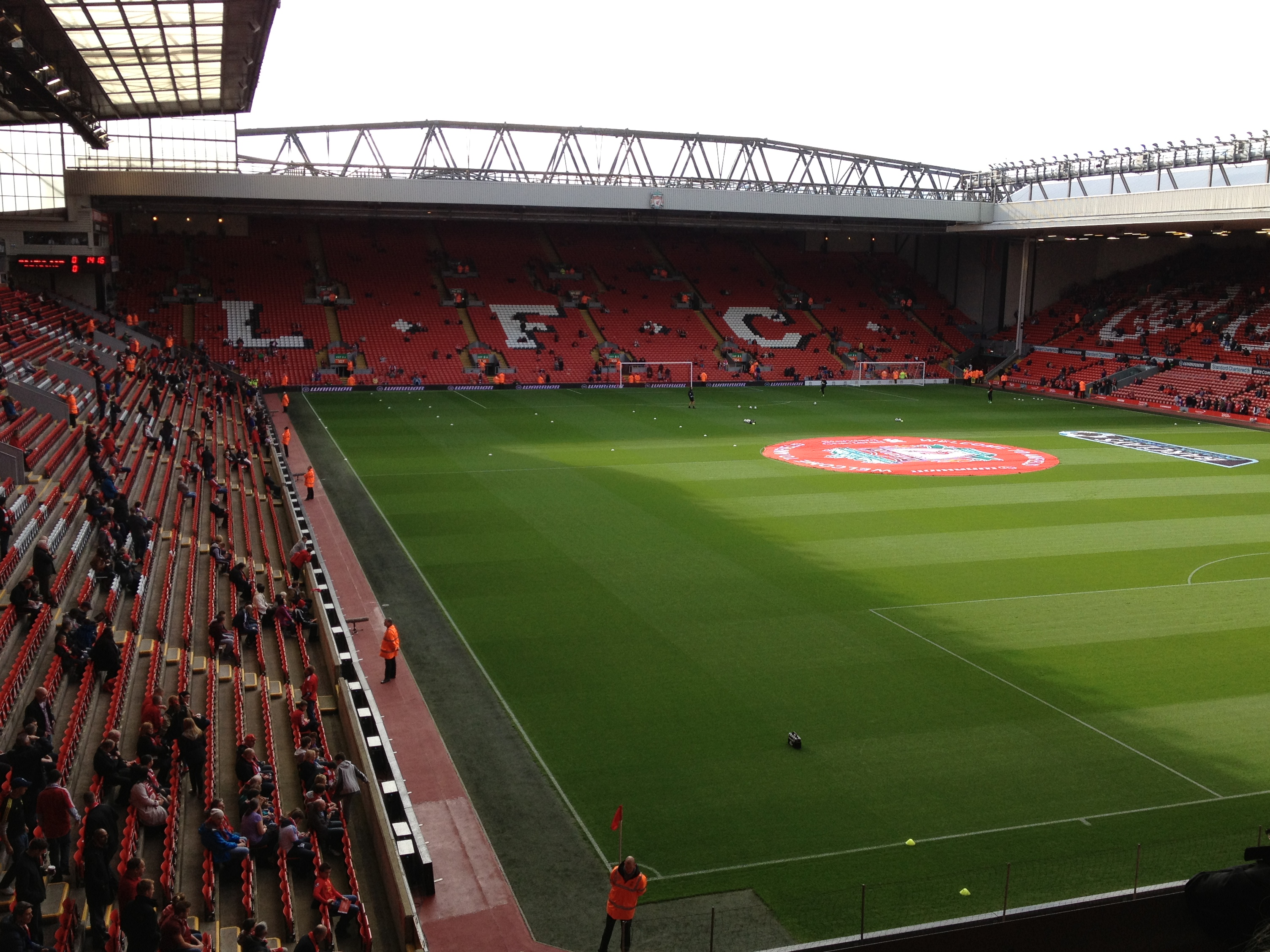
Bên trong Anfield.

Liverpool đã chơi trên sân Anfield từ khi được thành lập vào năm 1892. Anfield được xây năm 1884 trên mảnh đất gần công viên Stanley, ban đầu được sử dụng bởi Everton nhưng sau đó Everton chuyển câu lạc bộ đến công viên Goodison sau mối bất hòa với chủ sân Anfield. Họ rời khu đất vào năm 1892, rồi người chủ của Anfield là John Houlding, quyết định sẽ thành lập một đội bóng mới chơi trên sân này. Sức chứa của sân lúc đó là khoảng 20.000 người, mặc dù chỉ có khoảng 100 cổ động viên đến xem trận đấu đầu tiên của Liverpool tại sân.
Năm 1906, câu lạc bộ thuê kiến trúc sư Archibald Leitch để thiết kế xây dựng và nâng cấp lại sân Anfield. Khán đài ở cuối sân được đổi tên thành Spion Kop, theo tên một ngọn đồi ở KwaZulu-Natal, Nam Phi, ngọn đồi này là nơi diễn ra trận Spion Kop trong cuộc chiến tranh với người Nam Phi gốc Hà Lan lần thứ hai, khoảng 300 người vùng Lancashire đã tử trận vào ngày 24 tháng 1 năm 1900, phần lớn trong số họ đến từ thành phố Liverpool. Trong lịch sử, khán đài The Kop từng có thể chứa khoảng 28,000 chỗ ngồi và là một trong những khán đài lớn nhất thế giới. Nhiều sân vận động ở Anh khác cũng đặt tên khán đài mình là Spion Kop, nhưng khán đài của Anfield là lớn nhất thời điểm đó, thậm chí có thể chứa được nhiều khán giả hơn cả một số sân vận động. Khán đài này bị cắt giảm sức chứa để đảm bảo an toàn sau thảm hoạ Hillsborough. Nó được chuyển thành khán đài phủ kín chỗ ngồi vào năm 1994, và giảm sức chứa xuống còn 12.390 chỗ ngồi.

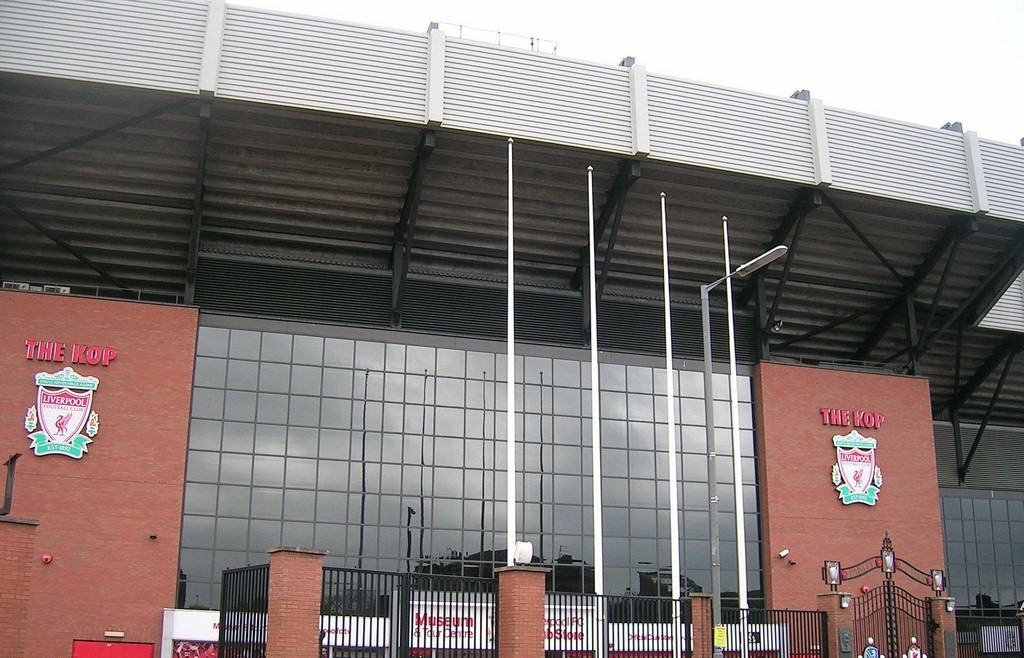
Bên ngoài Anfield.

Anfield có thể chứa hơn 60.000 cổ động viên ở thời kỳ đỉnh cao và có sức chứa 55.000 cho đến những năm 1990. Báo cáo Taylor và các quy định của Premier League bắt buộc Liverpool phải chuyển Anfield thành một sân vận động với sức chứa xuống còn 45.276 cho mùa giải 1993-1994. Khán đài Anfield Road đối diện với The Kop, là nơi các cổ động viên đội khách ngồi. Được xây lại vào năm 1998 với sức chứa 9,074 chỗ ngồi, đó là khán đài mới nhất của Anfield. Hai khán đài còn lại là Main Stand có sức chứa 12,227 chỗ ngồi và Centenary Stand có sức chứa 11.762 chỗ. Khán đài Main Stand là khán đài cũ kỹ nhất sân Anfield, được hoàn thành vào năm 1982. Nó là nơi đặt phòng thay đồ của cầu thủ và phòng bình luận. Nằm ở phía giữa khán đài này, gần vạch kẻ sân là đường hầm ra sân và khu vực kỹ thuật - nơi ngồi của huấn luyện viên và các cầu thủ dự bị. Khán đài Centenary Stand trước đây là khán đài Kemlyn Road, đổi tên lại như hiện nay sau khi được xây thêm một tầng và đưa vào sử dụng vào ngày 1 tháng 9 năm 1992, nhân kỉ niệm 100 năm thành lập đội bóng. Một loạt các cột đỡ và cột hỗ trợ đã được chèn thêm để tạo thêm sự ổn định cho tầng trên cùng của khán đài sau khi có sự rung lắc được báo cáo vào đầu mùa 1999-2000.
Do hạn chế về sức chứa của Anfield, Liverpool công bố kế hoạch di chuyển đến một sân vận động mới tại công viên Stanley kề đó vào tháng 5 năm 2002. Cấp phép quy hoạch đã được cấp vào tháng 7 năm 2004 vào ngày 8 tháng 9 năm 2006, Hội đồng thành phố Liverpool chấp thuận việc xây sân, họ cũng đồng ý sẽ cấp cho Liverpool quyền sử dụng khu đất ở công viên Stanley với thời hạn 999 năm. Với việc hai vị đồng chủ tịch George Gillet và Tom Hicks tiếp quản đội bóng vào tháng 2 năm 2007, bản thiết kế của sân vận động mới được thay đổi. Vào tháng 11 năm 2007, bản thiết kế mới được phê chuẩn bởi Hội đồng thành phố, và chuẩn bị bắt đầu vào tháng 6 năm 2008. Tập đoàn HKS được giao nhiệm vụ xây sân mới. Sân dự kiến mở cửa vào tháng 8 năm 2011 với sức chứa 60.000 chỗ ngồi. Song đã không có công trình nào được xây bởi George Gillet và Tom Hicks đã không có đủ khả năng tài chính cho dự án.
Vào tháng 10 năm 2012, BBC Sport tường thuật rằng chủ sở hữu mới của Liverpool là Fenway Sports Group quyết định sẽ nâng cấp sân Anfield thay vì xây dựng sân Stanley Park. Theo kế hoạch đề ra, sức chứa của Anfield sẽ tăng từ 45,276 lên xấp xỉ 60,000 chỗ ngồi, và chi phí ước tính sẽ khoảng 150 triệu bảng Anh. Tháng 9 năm 2016, giai đoạn đầu việc nâng cấp được hoàn thành với việc khánh thành tầng thứ ba của khán đài Main, nâng sức chứa của sân lên 54,047 chỗ và việc này đã tốn chi phí khoảng 100 triệu bảng Anh. Huấn luyện viên Jurgen Klopp đã khen ngợi về sự ấn tượng sau khi nâng cấp khán đài Main. Giai đoạn nâng cấp tiếp theo sắp thực hiện sẽ là thêm 4,800 chỗ ngồi vào khán đài Anfield Road, nâng tổng sức chứa của sân lên khoảng 59,000 chỗ.

### Sân tập
Melwood ở West Derby đã trở thành sân tập của Liverpool từ năm 1950. Nó không liên quan tới Học viện ở Kirby. Khu đất này trước đây thuộc về trường học địa phương St Francis Xavier.

## Cổ động viên

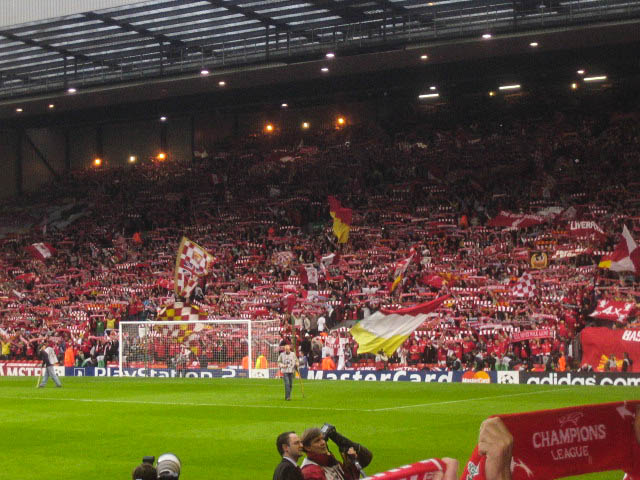
Cổ động viên Liverpool.

Liverpool là một trong những câu lạc bộ sở hữu cổ động viên trung thành nhất thế giới, trung bình lượng cổ động viên tới sân thuộc hàng cao nhất châu Âu. Câu lạc bộ có hơn 200 hội cổ động viên chính thức ở hơn 30 quốc gia được Hiệp hội các chi nhánh quốc tế (Association of International Branches) công nhận. Các nhóm đáng chú ý bao gồm Spirit of Shankly. Với lợi thế lượng cổ động viên đông đảo, Liverpool thường xuyên tổ chức các tour du đấu quốc tế vào mùa hè, trong đó bao gồm chơi trước 101.000 cổ động viên ở Michigan, Hoa Kỳ và 95.000 cổ động viên ở Melbourne, Úc. Cổ động viên Liverpool thường thích tự gọi họ là những Kopites, điều này để nói tới những fan lúc đứng, lúc lại ngồi trên khán đài The Kop. Năm 2008, một nhóm người hâm mộ đã quyết định thành lập câu lạc bộ A.F.C. Liverpool.
Bài hát "You'll Never Walk Alone", ban đầu xuất hiện trong vở kịch Carousel của nhà Rodger và nhà Pacemaker, sau đó được thu âm bởi nhạc sĩ Gerry & The Pacemakers và được cổ động viên hát lên ở sân Anfield từ đầu những năm 1960. Nó đã trở nên phổ biến trong số người hâm mộ của các câu lạc bộ khác trên thế giới.Tên bài hát được viết trên cổng Shankly, được dựng lên vào ngày 2 tháng 8 năm 1982 nhằm tưởng nhớ huấn luyện viên huyền thoại Bill Shankly. Hàng chữ "You'll Never Walk Alone" trên cánh cổng Shankly cũng là tiêu ngữ của đội bóng.

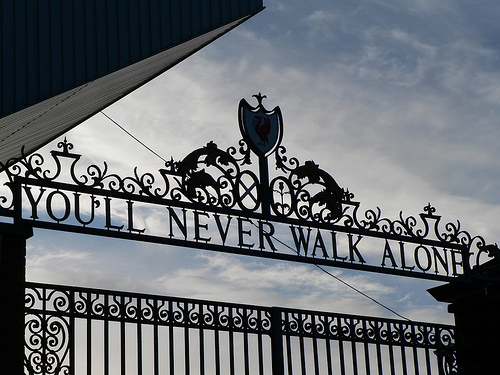
Cánh cổng Shankly.

Cổ động viên của câu lạc bộ cũng có mặt trong hai sự kiện đáng quên. Đầu tiên là Thảm họa Heysel xảy ra vào năm 1985 khi 39 cổ động viên thiệt mạng, hầu hết là người Ý. Họ bị các cổ động viên Liverpool dồn vào một bức tường, dưới sức ép của nhiều người, bức tường đổ sập. Vì những hành động trên, Liverpool đã bị UEFA cấm thi đấu ở các giải đấu châu Âu trong 5 năm. Liverpool đã bị cấm thêm một năm, ngăn không cho họ tham dự Cúp châu Âu 1990, mặc dù họ đã vô địch Cúp Liên đoàn năm 1990. 27 người đã bị bắt giữ, phần lớn trong số này đến từ Merseyside, một số người từng tham gia vào các vụ bạo lực bóng đá. Năm 1989, sau 5 tháng điều tra ở Bỉ, 14 cổ động viên Liverpool đã phải nhận mức án 3 năm tù vì tội ngộ sát. 
Sự kiện đáng buồn thứ hai là trong trận bán kết cúp FA ngày 15 tháng 4 năm 1989, giữa Liverpool và Nottingham Forest trên sân Hillsborough của đội Sheffield Wednesday ở Sheffield. Việc sân quá tải dẫn đến chen lấn xô đẩy đã khiến tổng cộng 96 người thiệt mạng và 766 người bị thương (tất cả đều là cổ động viên Liverpool), đây được biết đến là thảm họa Hillsborough. Bốn ngày sau thảm họa, tờ báo The Sun trong một bài viết mang tiêu đề "Sự thật" đã tố cáo các cổ động viên Liverpool cướp bóc, tấn công cảnh sát và cả nhân viên cứu hộ khi họ đang cố gắng cứu sống các nạn nhân. Điều tra sau đó đã chứng minh những cáo buộc này là sai lầm và điều này đã dẫn đến một cuộc tẩy chay của toàn thành phố đối với tờ báo trong suốt 20 năm. Biên tập viên của The Sun là Kelvin MacKenzie đã phải xin lỗi công chúng. Nhiều tổ chức đã được thành lập như là một kết quả của thảm hoạ ở Sheffield như "Chiến dịch Tư pháp Hillsborough", đại diện cho các gia đình có người chết, người sống sót và những người ủng hộ, vận động công lý cho 96 người chết vì thảm họa.

## Biệt danh
Liverpool hiện nay có các biệt danh như:
- The Kop là tên gọi khác của Liverpool, hay nói cách khác đây là biệt danh mà những người hâm mộ dành cho Liverpool. Từ The Kop được bắt đầu từ những năm 1928. Trước đó ở mùa giải 1900-1901, Liverpool lần đầu tiên giành được danh hiệu vô địch. Tuy nhiên hai năm sau đó, Liverpool đã không duy trì được phong độ và để bị xuống hạng. Mùa giải 1904-1905, câu lạc bộ đã vươn lên giành chức vô địch lần hai. Sau khi nhận giải, Liverpool đã xây dựng khán đài Spion Kop, tên của một quả đồi ở Natal, nơi bị chịu tổn thất nặng nề trong một cuộc chiến Nam Phi (Cuộc chiến Boer), khi ấy rất nhiều người Liverpool đã hy sinh. Từ "Spion Kop" tiếng địa phương có ý nghĩa là "điểm thắng". Đến năm 1928, sân vận động Spion Kop đã được làm mái che và mở rộng hơn với sức chứa được khoảng hơn 30 nghìn người. Cũng trong thời gian này từ The Kop được hình thành. Có thể hiểu từ The Kop là Vua đấu Cúp vì từ "Kop" cũng có phát âm khá giống với từ "Cúp". Sau đó cũng có một số người gọi Liverpool là The King of Prizes (Vua của những danh hiệu) để thể hiện sức mạnh của đội bóng.
- The Reds cũng là một biệt danh của đội bóng vùng Merseyside. Biệt danh này gắn với màu áo đỏ truyền thống của đội. Vào giai đoạn hoàng kim thập niên 60, Liverpool là nỗi khiếp sợ của toàn nước Anh cũng như Châu Âu, đội từng được gọi là Quỷ đỏ. Tuy nhiên những người Liverpool lại không thích cái tên này bằng tên "bông hồng nhung Liverpool", sau này được đổi thành The Reds để tránh nhầm lẫn với "Quỷ đỏ thành Manchester" hay Manchester United. Tại Việt Nam, những người hâm mộ đã Việt hóa biệt danh The Reds thành "Lữ đoàn đỏ".

## Bài hát truyền thống

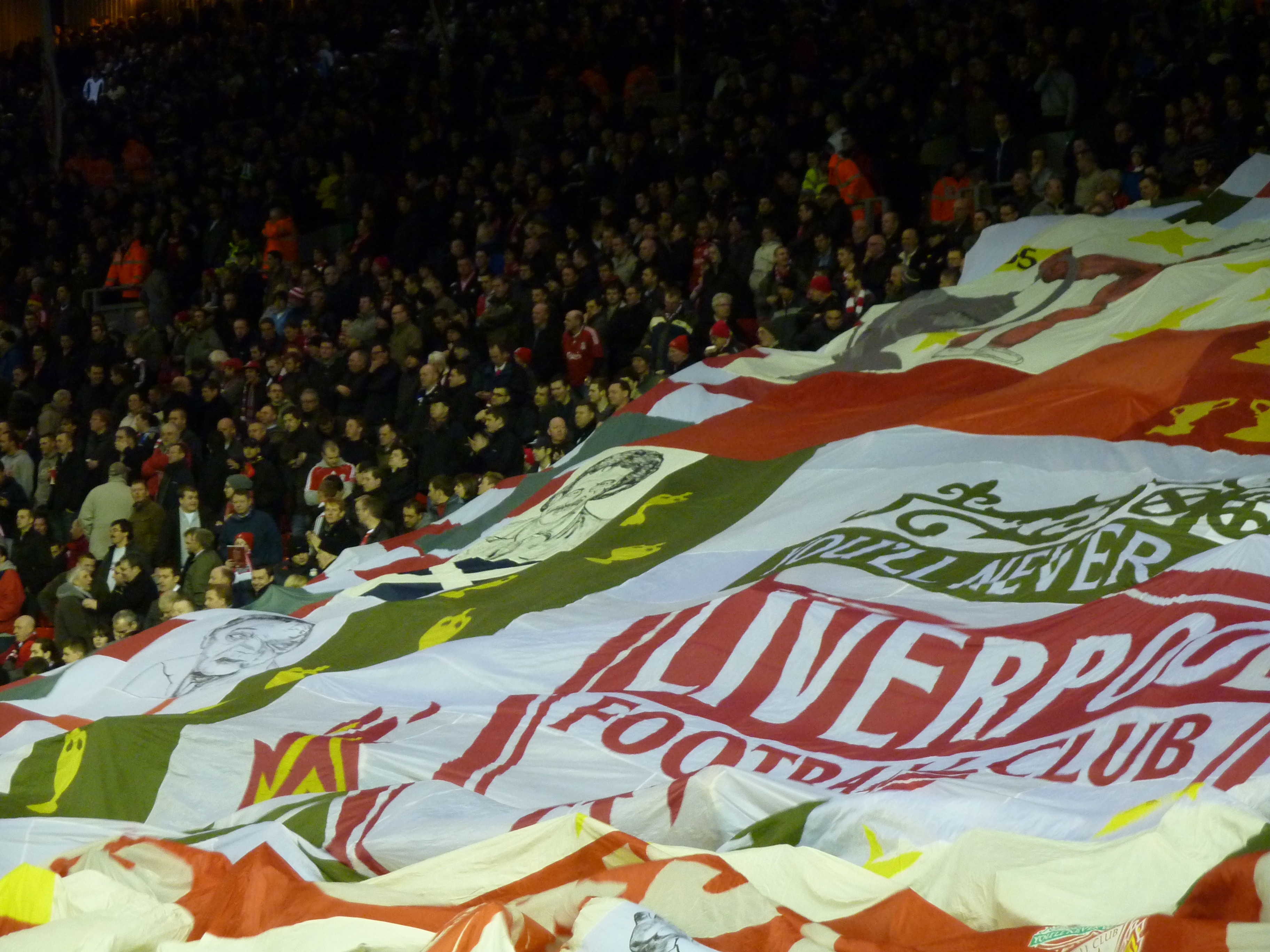
Lá cờ của các cổ động viên Liverpool

Bài hát truyền thống của câu lạc bộ là "You'll Never Walk Alone" ("Bạn sẽ không bao giờ bước đi đơn độc"), vốn là một ca khúc được viết cho một vở kịch mang tên Carousel tại sân khấu kịch Broadway vào năm 1945. Oscar Hammerstein II sáng tác phần lời và Richard Rodgers sáng tác phần nhạc.
Bài hát này cũng đã được dùng cho một chương trình ca nhạc cùng tên, nhằm quyên tiền ủng hộ các nạn nhân của thảm hoạ tại sân vận động Bradford vào năm 1985. Nó cũng xuất hiện trong những đợt vận động phòng chống bệnh AIDS tại Hoa Kỳ. Bài hát thường xuyên được người hâm mộ đội Liverpool ca lên khi ủng hộ đội nhà và cũng được hát phổ biến bởi cổ động viên của nhiều câu lạc bộ khác trên thế giới.
Trước "You'll Never Walk Alone", bài hát truyền thống của câu lạc bộ là "Hurrah for the Reds", được sáng tác bởi W.Seddon vào ngày 31 tháng 8 năm 1907, tức 15 năm sau khi câu lạc bộ được thành lập.

## Kình địch

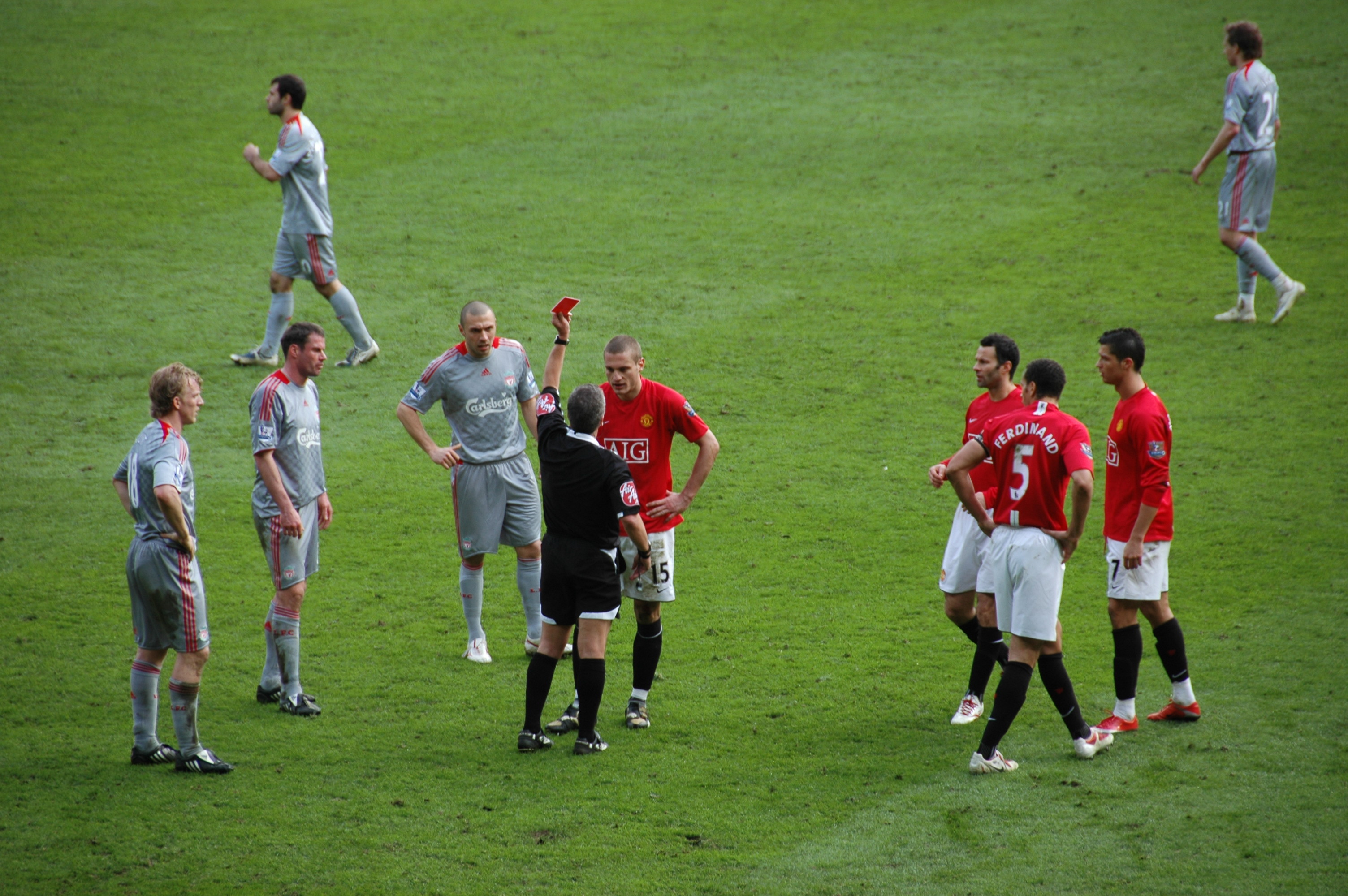
Một trong những trận derby nước Anh giữa Liverpool và Manchester United

### Everton
Đối thủ truyền kiếp của Liveprool là đội bóng hàng xóm Everton, đối thủ của họ trong những trận derby Merseyside. Ban đầu, câu lạc bộ bóng đá Liverpool được thành lập sau một cuộc tranh cãi trong nội bộ ủy ban câu lạc bộ Everton. Everton thuê sân Anfield trong 8 năm bắt đầu từ năm 1884. Tới năm 1891, ông John Houlding là chủ tịch Everton khi ấy đồng thời cũng là người đứng ra thuê sân Anfield đã mua lại và làm chủ sân này. Sau đó, vì có bất đồng với Houlding nên các thành viên còn lại của Everton đành di chuyển đến một sân vận động khác là Goodison Park, sân nhà của Everton ngày nay, nằm ở phía bắc công viên Stanley. Chỉ còn lại ba cầu thủ và một sân bóng trống không, John Houlding quyết định tự thành lập cho mình một đội bóng vào ngày 15 tháng 3 năm 1892. Ban đầu đội bóng có tên là Everton Athletic nhưng bị Hiệp hội bóng đá từ chối nên sau đó câu lạc bộ đã lấy tên mới là Liverpool Football Club và cái tên này đã tồn tại đến ngày nay. Những trận derby Merseyside luôn được bán hết vé. Các trận derby này có tổng số thẻ đỏ nhiều nhất trong lịch sử Giải Ngoại hạng. Đây là một trong số ít những trận "derby thân thiện" ("friendly derby") vì không bắt buộc tách cổ động viên hai đội ra. Kể từ giữa những năm 1980, sự ganh đua đã tăng cả trong và ngoài sân cỏ và kể từ khi bắt đầu Ngoại hạng Anh năm 1992, trận derby vùng Merseyside đã có nhiều cầu thủ bị đuổi hơn bất kỳ trận đấu nào khác ở Premier League. Nó đã được gọi là "Những trận đấu vô kỷ luật và bùng nổ nhất của Giải Ngoại hạng Anh". Các cổ động viên của Liverpool thường chế giễu câu lạc bộ Everton là sân sau của kình địch Manchester United vì đội bóng áo xanh thường xuyên bán các ngôi sao tài năng cho đội bóng đến từ Manchester và thu mua những cầu thủ đã hết thời của họ.

### Manchester United
Liverpool cũng có mối thù với Manchester United. Nguyên nhân của điều này chủ yếu do sự thành công của hai đội bóng và sự cạnh tranh thương mại giữa hai thành phố Liverpool và Manchester trong cuộc cách mạng công nghiệp vào thế kỷ XIX. Sự kình địch giữa hai đội tăng lên từ những năm 1960, tuy Liverpool là đội bóng Anh đoạt nhiều cúp vô địch châu Âu nhất nhưng Manchester United lại là đội bóng Anh đoạt cúp này sớm nhất (vào năm 1968). Mặc dù có 39 chức vô địch và chín cúp châu Âu giữa họ, hai đối thủ hiếm khi thành công cùng một lúc - cuộc đua danh hiệu của Liverpool trong những năm 1970 và 1980 trùng với đáy thảm họa 26 năm của Manchester United và thành công của United trong Kỷ nguyên Premier League cũng trùng khớp với thảm họa đang diễn ra của Liverpool. Tuy nhiên, cựu huấn luyện viên của Manchester United, Alex Ferguson, nói vào năm 2002, "Thử thách lớn nhất của tôi là đánh bại Liverpool ngay lập tức" và cầu thủ cuối cùng được chuyển đến giữa hai câu lạc bộ là Phil Chisnall, người chuyển đến Liverpool từ Manchester United vào năm 1964.

## Sở hữu và tài chính

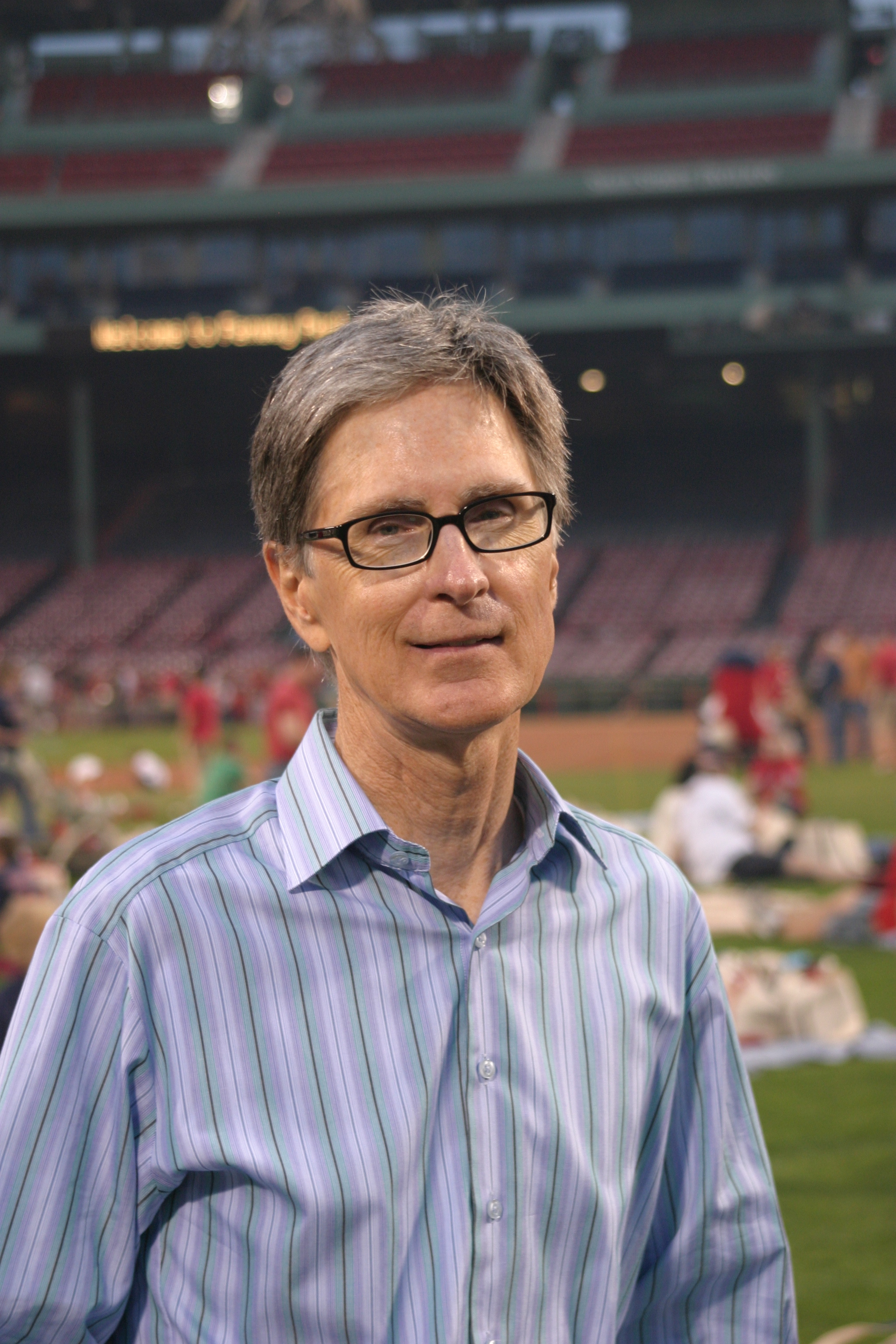
Chủ sở hữu John W. Henry của Tập đoàn Thể thao Fenway, công ty mẹ của Liverpool

Là chủ sở hữu Anfield và là người sáng lập Liverpool, John Houlding trở thành chủ tịch đầu tiên của câu lạc bộ, ông giữ cương vị này từ năm thành lập 1892 đến năm 1904. John McKenna tiếp quản vị trí này sau sự ra đi của Houlding. McKenna sau đó trở thành chủ tịch của giải bóng đá vô địch Anh. Vị trí chủ tịch được thay đổi nhiều lần trước khi John Smith, người có cha là cổ đông đội bóng, lên giữ vào năm 1973. Ông điều hành giai đoạn thi đấu thành công nhất của câu lạc bộ trước khi rời chức năm 1990. Sau đó, David Moores, người có gia đình là chủ sở hữu đội bóng trong hơn 50 năm, tiếp quản vị trí này. Chú ông, John Moores cũng là một cổ đông đội bóng và là chủ tịch của Everton trong giai đoạn từ năm 1961 đến năm 1973. Là người sở hữu 51% câu lạc bộ, năm 2004, David Moores bày tỏ việc muốn bán cổ phần của mình.
Ngày 6 tháng 2 năm 2007, Moores bán đội bóng cho hai doanh nhân người Mỹ là George Gillett và Tom Hicks. Thỏa thuận này bao gồm giá trị và khoản nợ chưa thanh toán của câu lạc bộ, tổng cộng là 218,9 triệu £ (Bảng Anh). Bộ đôi này đã trả 5.000 £ cho mỗi cổ phần, hoặc 174,1 triệu £ cho tổng số cổ phần và 44,8 triệu £ để trang trải các khoản nợ. Sau đó vì những bất đồng giữa Gillett và Hicks, cộng thêm sự phản đối từ người hâm mộ, khiến bộ đôi này tìm cách bán đội bóng. Martin Broughton nhận chức chủ tịch vào ngày 16 tháng 4 năm 2010 để giám sát việc bán. Tháng 5 năm 2010, tài khoản câu lạc bộ được công khai, gồm 350 triệu £ tiền nợ cùng 55 triệu £ tiền lỗ, được công ty kiểm toán KPMG xác nhận. Các chủ nợ của Liverpool, trong đó có Ngân hàng hoàng gia Scotland, đã đưa Gillett và Hicks ra tòa để buộc bộ đôi này nhường lại việc bán cho Hội đồng quản trị câu lạc bộ đảm trách. Một thẩm phán của toà án tối cao, ông Christopher Floyd, đã ra phán quyết có lợi cho những chủ nợ, mở đường cho Fenway Sports Group (tên lúc đó là New England Sports Ventures) mua lại đội bóng, dù Gillett và Hicks vẫn còn khả năng kháng cáo. Ngày 15 tháng 10 năm 2010, Liverpool được bán cho Fenway Sports Group với giá 300 triệu £.
Liverpool được xem như là một thương hiệu toàn cầu, một báo cáo năm 2010 định giá các thương hiệu của câu lạc bộ và tài sản trí tuệ liên quan ở mức 141 triệu bảng, tăng 5 triệu bảng vào năm trước. Liverpool được đánh giá hạng AA (Rất mạnh). Trong tháng 4 năm 2010, tạp chí Forbes xếp hạng Liverpool là đội bóng có giá trị thứ 6 thế giới, sau Manchester United, Real Madrid, Arsenal, Barcelona và Bayern Munich, giá trị câu lạc bộ vào khoảng 832 triệu $ (Đô la Mỹ), không bao gồm nợ. Kiểm toán Deloitte xếp Liverpool ở vị trí thứ 8 trong Deloitte Football Money League, xếp hạng các câu lạc bộ bóng đá thế giới về doanh thu. Liverpool kiếm được thu nhập 225,3 triệu € (Euro) trong mùa giải 2009-10.

## Liverpool F.C. đối với truyền thông và văn hoá

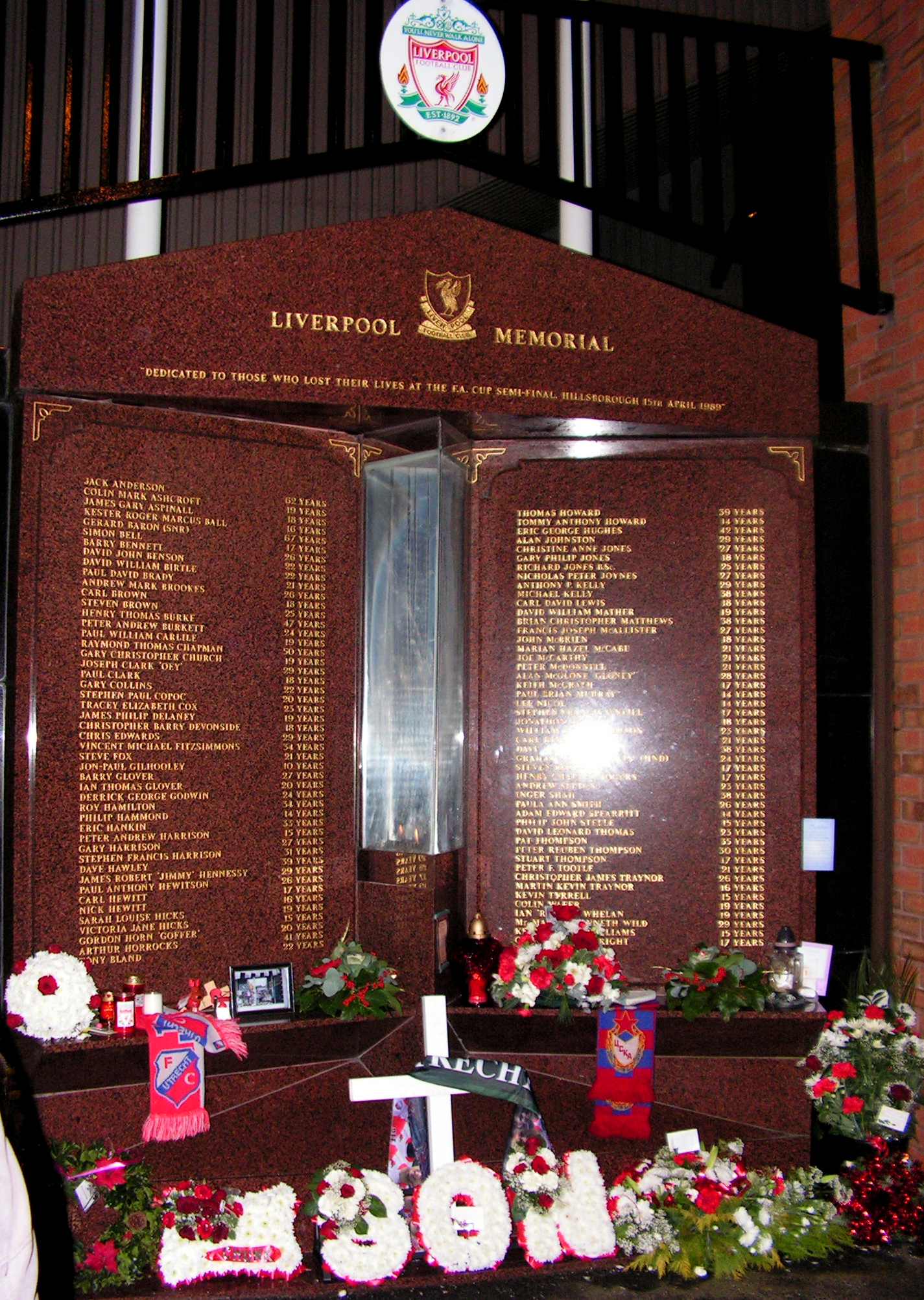
Đài tưởng niệm Hillsborough

Là một trong những đội bóng thành công nhất trong lịch sử bóng đá Anh, Liverpool là hình tượng trong đời sống văn hoá Anh khi nói về bóng đá và xuất hiện trong nhiều sự kiện đặc biệt của truyền thông. Đội bóng xuất hiện trong số đầu tiên của chương trình "Trận đấu của ngày" (Match of the Day) trên BBC, nói đến trận đấu với Arsenal ở Anfield vào ngày 22 tháng 4 năm 1964. Liverpool cũng xuất hiện trong buổi truyền hình bóng đá trên vô tuyến màu đầu tiên, đó là lần truyền hình trực tiếp trận gặp West Ham United vào tháng 3 năm 1967. Các cổ động viên Liverpool đã được ban nhạc Pink Floyd nhắc đến trong bài hát "Fearless", bài hát cũng trích một đoạn từ bài "You'll Never Walk Alone". Liverpool cho ra mắt bài hát với tên gọi "Anfield Rap" vào dịp trước trận chung kết Cúp FA gặp Wimbledon năm 1988. Trong bài này, John Barnes đã trình diễn rap cùng một số thành viên khác trong đội hình xuất phát.
Một bộ phim tài liệu về thảm hoạ Hillsborough, viết bởi Jimmy McGovern, đã được trình chiếu vào năm 1996. Diễn viên Christopher Eccleston đã vào vai Trevor Hicks, tâm điểm của những câu truyện được kể lại. Hicks, người đã mất hai cô con gái trong thảm hoạ, đã tham gia vào các hoạt động làm cho những sân vận động an toàn hơn và giúp đỡ những gia đình có người thân thiệt mạng trong thảm hoạ Hillsborough. Câu lạc bộ đã xuất hiện trong bộ phim The 51st State (hoặc Formula 51). Felix DeSouza (Robert Carlyle) là một cổ động viên nhiệt thành của đội bóng và cảnh cuối cùng của bộ phim được thực hiện trong một trận đấu giữa Liverpool và Manchester United. Đội bóng cũng xuất hiện trong một chương trình dành cho trẻ em với tên gọi Scully; nội dung xoay quanh một cậu bé, Francis Scully, người cố gắng để được đá thử một trận cùng Liverpool. Một số người nổi tiếng của Liverpool như Kenny Dalglish đã xuất hiện trong chương trình.

## Đội hình

### Đội hình chính
Tính đến ngày 1 tháng 8 năm 2025
Ghi chú: Quốc kỳ chỉ đội tuyển quốc gia được xác định rõ trong điều lệ tư cách FIFA. Các cầu thủ có thể giữ hơn một quốc tịch ngoài FIFA.
| Số | VT | Quốc gia    | Cầu thủ                      |
| -- | -- | ----------- | ---------------------------- |
| 1  | TM | Brasil      | Alisson Becker               |
| 2  | HV | Anh         | Joe Gomez                    |
| 3  | TV | Nhật Bản    | Wataru Endo                  |
| 4  | HV | Hà Lan      | Virgil van Dijk (đội trưởng) |
| 5  | HV | Pháp        | Ibrahima Konaté              |
| 6  | HV | Hungary     | Milos Kerkez                 |
| 7  | TĐ | Đức         | Florian Wirtz                |
| 8  | TV | Hungary     | Dominik Szoboszlai           |
| 9  | TĐ | Uruguay     | Darwin Núñez                 |
| 10 | TV | Argentina   | Alexis Mac Allister          |
| 11 | TĐ | Ai Cập      | Mohamed Salah                |
| 12 | HV | Bắc Ireland | Conor Bradley                |
| 14 | TĐ | Ý           | Federico Chiesa              |
| 17 | TV | Anh         | Curtis Jones                 |
| 18 | TĐ | Hà Lan      | Cody Gakpo                   |

| Số | VT | Quốc gia    | Cầu thủ              |
| -- | -- | ----------- | -------------------- |
| 19 | TV | Anh         | Harvey Elliott       |
| 21 | HV | Hy Lạp      | Kostas Tsimikas      |
| 22 | TĐ | Pháp        | Hugo Ekitike         |
| 25 | TM | Gruzia      | Giorgi Mamardashvili |
| 26 | HV | Scotland    | Andy Robertson       |
| 28 | TM | Anh         | Freddie Woodman      |
| 30 | HV | Hà Lan      | Jeremie Frimpong     |
| 38 | TV | Hà Lan      | Ryan Gravenberch     |
| 41 | TM | Hungary     | Ármin Pécsi          |
| 42 | TV | Anh         | Trey Nyoni           |
| 43 | TV | Tây Ban Nha | Stefan Bajcetic      |
| 46 | HV | Anh         | Rhys Williams        |
| 47 | HV | Scotland    | Calvin Ramsay        |
| 50 | TĐ | Scotland    | Ben Doak             |
| 80 | TV | Anh         | Tyler Morton         |

### Cho mượn
Ghi chú: Quốc kỳ chỉ đội tuyển quốc gia được xác định rõ trong điều lệ tư cách FIFA. Các cầu thủ có thể giữ hơn một quốc tịch ngoài FIFA.
| Số | VT | Quốc gia    | Cầu thủ                                                  |
| -- | -- | ----------- | -------------------------------------------------------- |
| 22 | HV | Scotland    | Calvin Ramsay (tại Kilmarnock đến 30 tháng 6 năm 2025)   |
| 43 | TV | Tây Ban Nha | Stefan Bajcetic (tại Las Palmas đến 30 tháng 6 năm 2025) |
| 46 | HV | Anh         | Rhys Williams (tại Morecambe đến 30 tháng 6 năm 2025)    |

| Số | VT | Quốc gia | Cầu thủ                                                 |
| -- | -- | -------- | ------------------------------------------------------- |
| 47 | HV | Anh      | Nat Phillips (tại Derby County đến 30 tháng 6 năm 2025) |
| 50 | TĐ | Scotland | Ben Doak (tại Middlesbrough đến 30 tháng 6 năm 2025)    |

### Số áo được vinh danh
Lúc 0 giờ 30 phút vào ngày 3 tháng 7 năm 2025 (theo giờ địa phương), Diogo Jota cùng người em của mình là André Silva đã đột ngột qua đời trong một vụ tai nạn giao thông tại Cernadilla, thuộc tỉnh Zamora, Tây Ban Nha. Cùng ngày, Liverpool quyết định treo vĩnh viễn số áo 20 để tưởng nhớ đến anh.
Ghi chú: Quốc kỳ chỉ đội tuyển quốc gia được xác định rõ trong điều lệ tư cách FIFA. Các cầu thủ có thể giữ hơn một quốc tịch ngoài FIFA.
| Số | VT | Quốc gia   | Cầu thủ                |
| -- | -- | ---------- | ---------------------- |
| 20 | TĐ | Bồ Đào Nha | Diogo Jota (2020–2025) |

### Đội trưởng câu lạc bộ
Kể từ khi thành lập câu lạc bộ vào năm 1892, 45 cầu thủ đã thay nhau trở thành đội trưởng của câu lạc bộ Liverpool. Andrew Hannah trở thành đội trưởng đầu tiên của câu lạc bộ sau khi Liverpool tách khỏi Everton và thành lập câu lạc bộ của riêng mình. Alex Raisbeck từng là đội trưởng của câu lạc bộ từ năm 1899 đến 1909, là đội trưởng phục vụ lâu nhất trước khi bị Steven Gerrard vượt qua khi giữ chức đến 12 mùa với tư cách đội trưởng của Liverpool bắt đầu từ mùa giải 2003-04. Đội trưởng hiện tại là Jordan Henderson, anh đã thay thế Gerrard trong mùa giải 2015-16 sau khi Gerrard chuyển đến thi đấu cho LA Galaxy.
| Tên               | Giai đoạn |
| ----------------- | --------- |
| Andrew Hannah     | 1892-1895 |
| Jimmy Ross        | 1895-1897 |
| John McCartney    | 1897-1898 |
| Harry Storer      | 1898-1899 |
| Alex Raisbeck     | 1899-1909 |
| Arthur Goddard    | 1909-1912 |
| Ephraim Longworth | 1912-1913 |
| Harry Lowe        | 1913-1915 |
| Donald McKinlay   | 1919-1920 |
| Ephraim Longworth | 1920-1921 |
| Donald McKinlay   | 1921-1928 |
| Tom Bromilow      | 1928-1929 |
| James Jackson     | 1929-1930 |
| Tom Morrison      | 1930-1931 |
| Tom Bradshaw      | 1931-1934 |

| Tên            | Giai đoạn |
| -------------- | --------- |
| Tom Cooper     | 1934-1939 |
| Matt Busby     | 1939-1940 |
| Willie Fagan   | 1945-1947 |
| Jack Balmer    | 1947-1950 |
| Phil Taylor    | 1950-1953 |
| Bill Jones     | 1953-1954 |
| Laurie Hughes  | 1954-1955 |
| Billy Liddell  | 1955-1958 |
| Johnny Wheeler | 1958-1959 |
| Ronnie Moran   | 1959-1960 |
| Dick White     | 1960-1961 |
| Ron Yeats      | 1961-1970 |
| Tommy Smith    | 1970-1973 |
| Emlyn Hughes   | 1973-1978 |
| Phil Thompson  | 1978-1981 |

| Tên              | Giai đoạn |
| ---------------- | --------- |
| Graeme Souness   | 1982-1984 |
| Phil Neal        | 1984-1985 |
| Alan Hansen      | 1985-1988 |
| Ronnie Whelan    | 1988-1989 |
| Alan Hansen      | 1989-1990 |
| Ronnie Whelan    | 1990-1991 |
| Steve Nicol      | 1990-1991 |
| Mark Wright      | 1991-1993 |
| Ian Rush         | 1993-1996 |
| John Barnes      | 1996-1997 |
| Paul Ince        | 1997-1999 |
| Jamie Redknapp   | 1999-2002 |
| Sami Hyypiä      | 2001-2003 |
| Steven Gerrard   | 2003-2015 |
| Jordan Henderson | 2015-2023 |
| Virgil van Dijk  | 2023–     |

### Cầu thủ xuất sắc nhất mùa giải

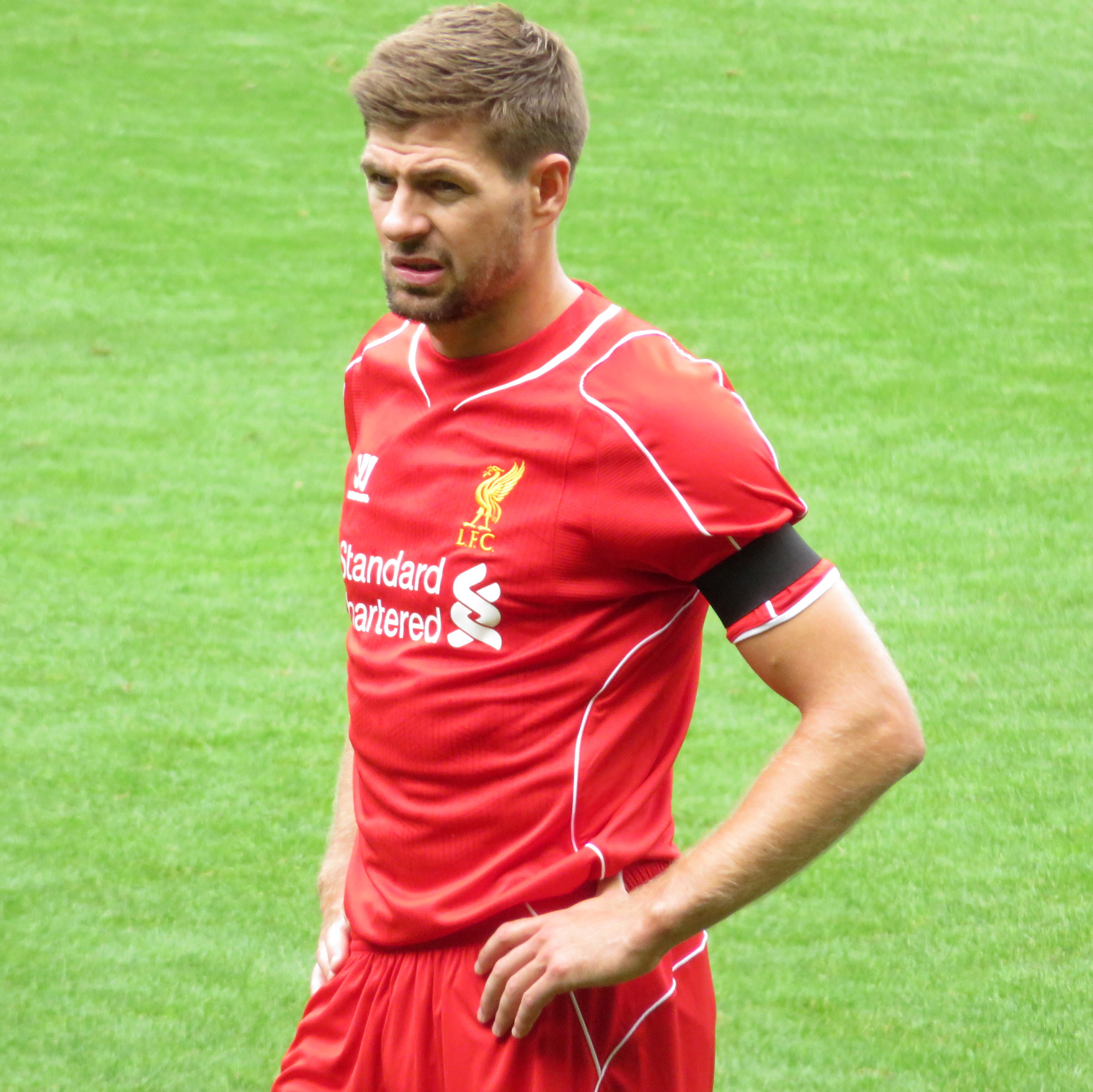
Steven Gerrard, 4 lần đoạt giải

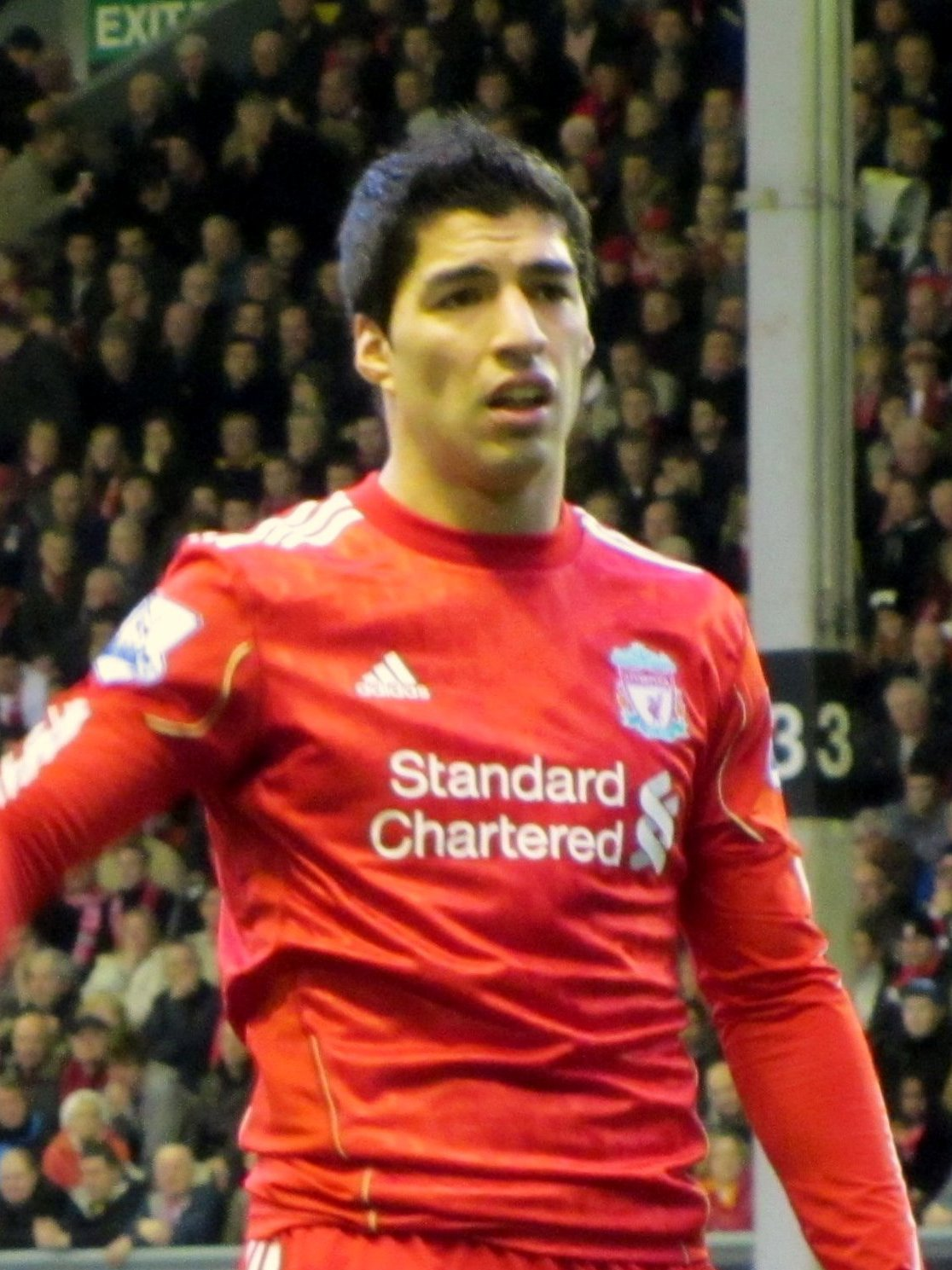
Luis Suárez, 2 lần đoạt giải

| Mùa giải | Cầu thủ               | Quốc tịch   | Vị trí   | Ghi chú | Ct.     |
| -------- | --------------------- | ----------- | -------- | --- | ------- |
| 2001-02  | Sami Hyypiä           | Phần Lan    | Hậu vệ   | | [ 126 ] |
| 2002-03  | Danny Murphy          | Anh         | Tiền vệ  | | [ 127 ] |
| 2003-04  | Steven Gerrard        | Anh         | Tiền vệ  | | [ 128 ] |
| 2004-05  | Jamie Carragher       | Anh         | Hậu vệ   | Steven Gerrard được cổ động viên bình chọn Cầu thủ xuất sắc nhất mùa giải | [ 129 ] |
| 2005-06  | Steven Gerrard (2)    | Anh         | Tiền vệ  | Cũng đoạt giải Cầu thủ xuất sắc nhất năm của PFA | [ 130 ] |
| 2006-07  | Steven Gerrard (3)    | Anh         | Tiền vệ  | | [ 131 ] |
| 2007-08  | Fernando Torres       | Tây Ban Nha | Tiền đạo | | [ 132 ] |
| 2008-09  | Steven Gerrard (4)    | Anh         | Tiền vệ  | Cũng đoạt giải Cầu thủ xuất sắc nhất năm của FWA | [ 133 ] |
| 2009-10  | Pepe Reina            | Tây Ban Nha | Thủ môn  | | [ 134 ] |
| 2010-11  | Lucas Leiva           | Brasil      | Tiền vệ  | | [ 135 ] |
| 2011-12  | Martin Škrtel         | Slovakia    | Hậu vệ   | | [ 136 ] |
| 2012-13  | Luis Suárez           | Uruguay     | Tiền đạo | | [ 137 ] |
| 2013-14  | Luis Suárez (2)       | Uruguay     | Tiền đạo | Cũng đoạt giải Cầu thủ xuất sắc nhất năm của PFA, Cầu thủ Ngoại hạng Anh xuất sắc nhất mùa giải và Cầu thủ xuất sắc nhất năm của FWA                                                               | [ 138 ] |
| 2014-15  | Philippe Coutinho     | Brasil      | Tiền vệ  | | [ 139 ] |
| 2015-16  | Philippe Coutinho (2) | Brasil      | Tiền vệ  | | [ 140 ] |
| 2016-17  | Sadio Mané            | Sénégal     | Tiền đạo | | [ 141 ] |
| 2017-18  | Mohamed Salah         | Ai Cập      | Tiền đạo | Cũng đoạt giải Cầu thủ xuất sắc nhất năm của PFA, Cầu thủ Ngoại hạng Anh xuất sắc nhất mùa giải, Cầu thủ xuất sắc nhất năm của PFA do cổ động viên bình chọn, và Cầu thủ xuất sắc nhất năm của FWA | [ 142 ] |
| 2018-19  | Virgil van Dijk       | Hà Lan      | Hậu vệ   | Cũng đoạt giải Cầu thủ xuất sắc nhất năm của PFA và Cầu thủ Ngoại hạng Anh xuất sắc nhất mùa giải                                                                                                  | [ 143 ] |
| 2019-20  | Jordan Henderson      | Anh         | Tiền vệ  | Cũng đoạt giải Cầu thủ xuất sắc nhất năm của FWA |         |
| 2020-21  | Mohamed Salah         | Ai Cập      | Tiền đạo | Cũng đoạt giải Cầu thủ xuất sắc nhất năm của PFA |         |
| 2021-22  | Mohamed Salah         | Ai Cập      | Tiền đạo | Cũng đoạt giải Cầu thủ xuất sắc nhất năm của PFA, FWA |         |
| 2022-23  | Alisson Becker        | Brasil      | Thủ môn  | |         |
| 2023-24  | Virgil van Dijk (2)   | Hà Lan      | Hậu vệ   | |         |

## Quan chức, lãnh đạo

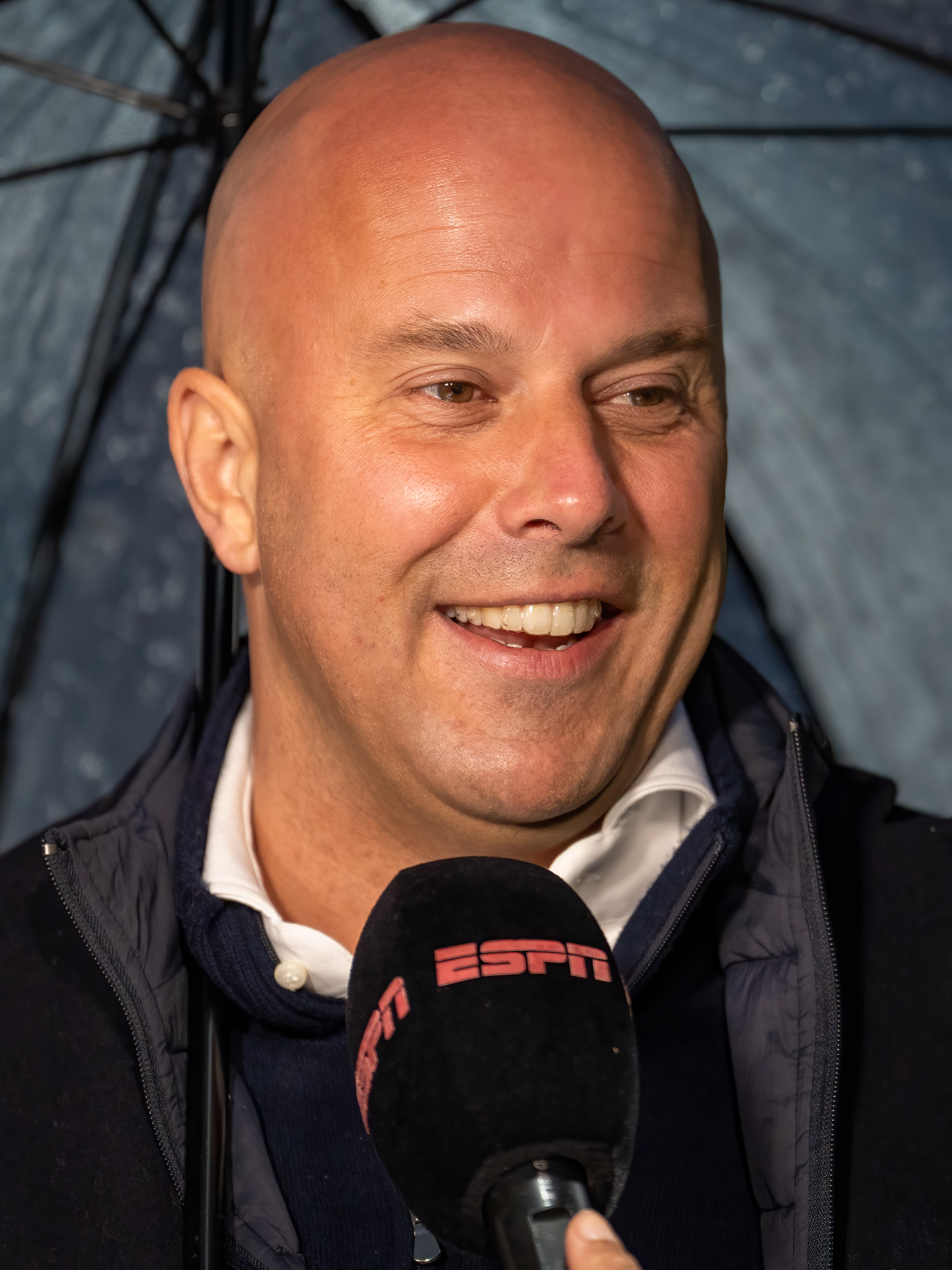
Huấn luyện viên Arne Slot.

| - Chủ sở hữu: Fenway Sports Group - Chủ tịch danh dự: David Moores - Đại sứ: Ian Rush, Robbie Fowler, Michael Owen - Chính chủ: John W. Henry - Chủ tịch: Tom Werner - Phó chủ tịch: David Ginsberg - Tổng giám đốc điều hành quản lý: Peter Moore - Giám đốc thương mại: Billy Hogan - Giám đốc tài chính: Philip Nash Nguồn: - Giám đốc: John W. Henry, Tom Werner, David Ginsberg, Michael Gordon, Michael Egan - Giám đốc danh dự: Kenny Dalglish - Giám đốc hoạt động: Andrew Parkinson - Giám đốc truyền thông: Susan Black - Lãnh đạo văn phòng truyền thông: Matthew Baxter - Giám đốc trông coi sân: Dave Fallows - Trưởng trông coi sân: Barry Hunter - Giám đốc kỹ thuật: Michael Edwards - Nhân viên trông coi sân chính: Dave McCulloch - Quản lý sân vận động: Ged Poynton Nguồn: | - Huấn luyện viên trưởng: Arne Slot - Trợ lý huấn luyện viên chính: Pepijn Lijnders, Peter Krawietz - Huấn luyện viên phát triển tính ưu tú: Vitor Matos - Huấn luyện viên thủ môn đội chuẩn: John Achterberg - Trợ lý huấn luyện viên thủ môn đội chuẩn: Jack Robinson - Huấn luyện viên thể chất: Conall Murtagh, Tom King - Trợ lý huấn luyện viên thể chất: Jordan Fairclough - Trưởng phòng thể hình & điều dưỡng: Andreas Kornmayer - Huấn luyện viên ném biên: Thomas Grønnemark - Trưởng vật lý trị liệu: Lee Nobes - Trợ lý sức lực & phục hồi chức năng: David Rydings - Trưởng phòng dịch vụ y tế: Andrew Massey - Huấn luyện viên phục hồi thể hình: Philipp Jacobsen - Xoa bóp: Paul Small, Sylvan Richardson - Chuyên gia vật lý trị liệu: Christopher Rohrbeck, Richie Partridge, Jose Luis Rodriguez, Joe Lewis - Nhà trị liệu thể thao: Pedro Philippou - Chuyên gia tư vấn dinh dưỡng: Mona Nemmer - Tư vấn khoa học trong thể thao: Barry Drust - Nhà phân tích hiệu suất: James French - Nhà phân tích tuyển trạch viên và tuyển dụng: Kyle Wallbanks - Điều phối viên quản lý: Lee Radcliffe, Graham Carter - Giám đốc học viện: Alex Inglethorpe - HLV U-23: Neil Critchley - Huấn luyện viên đội dự bị: Rodolfo Borrell - Theo dõi kỹ thuật - đối phương: Greg Mathieson - Phân tích trước trận: Mark Leyland Nguồn: |

### Danh sách huấn luyện viên và những thành tích
Thống kê danh sách HLV và thành tích đạt được (không tính Giải hạng nhất)
| Tên              | Giai đoạn | Vô địch  | Vô địch  | Vô địch  | Vô địch  | Vô địch | Vô địch | Vô địch | Vô địch | Vô địch | Tổng cộng |
| Tên              | Giai đoạn | Quốc nội | Quốc nội | Quốc nội | Quốc nội |         | Quốc tế | Quốc tế | Quốc tế | Quốc tế | Tổng cộng |
| Tên              | Giai đoạn | EPL      | FA       | SS       | LC       | C1/CL   | C2/EL   | USC     | FCW     |         | Tổng cộng |
| ---------------- | --------- | -------- | -------- | -------- | -------- | ------- | ------- | ------- | ------- | ------- | --------- |
| John McKenna     | 1892-1896 |          |          |          |          |         |         |         |         |         |           |
| Tom Watson       | 1896-1915 | 2        |          |          |          |         |         |         |         | 2       |           |
| David Ashworth   | 1919-1923 | 1        |          |          |          |         |         |         |         | 1       |           |
| Matt McQueen     | 1923-1928 | 1        |          |          |          |         |         |         |         | 1       |           |
| George Patterson | 1928-1936 |          |          |          |          |         |         |         |         |         |           |
| George Key       | 1936-1951 | 1        |          |          |          |         |         |         |         | 1       |           |
| Don Welsh        | 1951-1956 |          |          |          |          |         |         |         |         |         |           |
| Phil Taylor      | 1956-1959 |          |          |          |          |         |         |         |         |         |           |
| Bill Shankly     | 1959-1974 | 3        | 2        | 4        |          |         | 1       |         |         | 10      |           |
| Bob Paisley      | 1974-1983 | 6        |          | 5        | 3        | 3       | 1       | 1       |         | 19      |           |
| Joe Fagan        | 1983-1985 | 1        |          |          | 1        | 1       |         |         |         | 3       |           |
| Kenny Dalglish   | 1985-1991 | 3        | 2        | 4        |          |         |         |         |         | 9       |           |
| Ronnie Moran     | 1991      |          |          |          |          |         |         |         |         |         |           |
| Graeme Souness   | 1991-1994 |          | 1        |          |          |         |         |         |         | 1       |           |
| Roy Evans        | 1994-1998 |          |          |          | 1        |         |         |         |         | 1       |           |
| Gérard Houllier  | 1998-2004 |          | 1        | 1        | 2        |         | 1       | 1       |         | 6       |           |
| Rafael Benítez   | 2004-2010 |          | 1        | 1        |          | 1       |         | 1       |         | 4       |           |
| Roy Hodgson      | 2010-2011 |          |          |          |          |         |         |         |         |         |           |
| Kenny Dalglish   | 2011-2012 |          |          |          | 1        |         |         |         |         | 1       |           |
| Brendan Rodgers  | 2012-2015 |          |          |          |          |         |         |         |         |         |           |
| Jürgen Klopp     | 2015-2024 | 1        | 1        | 1        | 2        | 1       |         | 1       | 1       | 8       |           |
| Arne Slot        | 2024–nay  |          |          |          |          |         |         |         |         |         |           |
| Tổng thành tích  | 1892-nay  | 19       | 8        | 16       | 10       |         | 6       | 3       | 4       | 1       | 67        |

## Thành tích
Liverpool là một trong những câu lạc bộ giàu truyền thống nhất nước Anh. Năm 1901, họ vô địch giải vô địch quốc gia lần đầu tiên, và chiếc cúp FA đầu tiên họ giành được là vào năm 1965. Ở thập niên 80, Liverpool đã gặt hái được rất nhiều thành công, như 6 Giải vô địch quốc gia, 2 Cup FA, 4 League Cup, 5 Siêu cúp Anh, 1 Football League Super Cup và 2 Cúp C1.
Liverpool được mệnh danh là "Vua đấu Cúp của nước Anh" bởi số danh hiệu CLB đạt được chỉ trong một mùa giải như cú ăn 2 FA Cup và League Cup năm 1986, vô địch quốc gia lẫn châu Âu vào năm 1977 và 1984. Liverpool cũng có vị trí kết thúc giải đấu trung bình cao nhất (3,3) trong giai đoạn 50 năm đến 2015 và vị trí kết thúc giải đấu trung bình cao thứ hai trong giai đoạn 1900-1999 sau Arsenal, với tỷ lệ trung bình là 8,7. Và đáng nói nhất là cú ăn ba đấu cúp vào năm 2001 khi câu lạc bộ giành chiến thắng ở ba đấu trường Cup FA, League Cup và UEFA Cup.
Với chức vô địch Champions League vào năm 2019, Hiện Liverpool tiếp tục giữ kỉ lục của nước Anh khi 6 lần vô địch châu Âu. Đội cũng đồng thời lập kỉ lục là đội bóng Anh thứ hai giành được 3 danh hiệu cấp độ châu lục, với chức vô địch UEFA Champions League, Siêu Cup châu Âu, FIFA Club World Cup sau Manchester United.
Vào mùa giải Premier League 2024-25, với chức vô địch giành được ở vòng 34 (sớm 4 vòng đấu) sau chiến thắng trước Tottenham với tỷ số 5-1, Liverpool đã chính thức cân bằng kỷ lục vô địch giải quốc nội nhiều nhất lịch sử với Manchester United, cả 2 đều giành được 20 chức vô địch.

### Quốc nội

#### Giải vô địch quốc gia
- First Division/Premier League
  - Vô địch (20) - kỷ lục: 1900–01, 1905–06, 1921–22, 1922–23, 1946–47, 1963–64, 1965–66, 1972–73, 1975–76, 1976–77, 1978–79, 1979–80, 1981–82, 1982–83, 1983–84, 1985–86, 1987–88, 1989–90, 2019–20, 2024-25
- Second Division
  - Vô địch (4): 1893–94, 1895–96, 1904–05, 1961–62
- Lancashire League
  - Vô địch (1): 1892–93

#### Giải đấu cúp
- Cúp FA
  - Vô địch (8): 1964–65, 1973–74, 1985–86, 1988–89, 1991–92, 2000–01, 2005–06, 2021–22
- Cúp Liên đoàn Anh/Cúp EFL
  - Vô địch (10) - kỷ lục: 1980–81, 1981–82, 1982–83, 1983–84, 1994–95, 2000–01, 2002–03, 2011–12, 2021–22, 2023–24
- Football League Super Cup
  - Vô địch (1): 1985–86
- FA Charity Shield/FA Community Shield
  - Vô địch (16): 1964*, 1965*, 1966, 1974, 1976, 1977*, 1979, 1980, 1982, 1986*, 1988, 1989, 1990*, 2001, 2006, 2022 (* đồng danh hiệu)
- Sheriff of London Charity Shield 
  - Vô địch (1): 1906

### Châu Âu
- Cúp C1 châu Âu/UEFA Champions League
  - Vô địch (6): 1976–77, 1977–78, 1980–81, 1983–84, 2004–05, 2018–19
- Cúp UEFA
  - Vô địch (3): 1972–73, 1975–76, 2000–01
- UEFA Super Cup
  - Vô địch (4): 1977, 2001, 2005, 2019

### Toàn cầu
- FIFA Club World Cup
  - Vô địch (1): 2019

### Những cú ăn hai và ăn ba
- Cú ăn hai:[note 1]
  - League và Cúp FA (1): 1985–86
  - League và Cúp Liên đoàn (2): 1981–82, 1982–83
  - League và Cúp C1 châu Âu (1): 1976–77
  - League và Cúp UEFA (2): 1972–73, 1975–76
  - Cúp Liên đoàn và Cúp C1 châu Âu (1): 1980–81
  - Cúp FA và Cúp Liên đoàn (1): 2021–22
- Cú ăn ba:[note 1][154]
  - League, Cúp Liên đoàn và Cúp C1 châu Âu (1): 1983–84
  - Cúp FA, Cúp Liên đoàn và Cúp UEFA (1): 2000–01

## Kỷ lục, thống kê và chuyển nhượng
Ian Callaghan giữ thành tích là người ra sân nhiều nhất cho Liverpool với 857 trận trong 19 mùa giải, từ năm 1958 tới năm 1978; và giữ kỉ lục ra sân ở giải vô địch quốc gia với 640 lần. Cầu thủ chơi nhiều thứ nhì cho đội bóng là Jamie Carragher, với 737 lần ra sân tính đến cuối tháng 5 năm 2013.
Người ghi nhiều bàn thắng nhất cho Liverpool trong lịch sử đó là Ian Rush, người ghi 346 bàn cho đội bóng trong giai đoạn 1980–1987 và 1988–1996. Rush đồng thời giữ kỉ lục người ghi nhiều bàn nhất trong một mùa giải với thành tích 47 bàn ở mùa 1983-84. Tuy nhiên, Rush không thể vượt qua Roger Hunt về thành tích ghi bàn tại giải vô địch quốc gia cho đội bóng, hiện là 245 bàn (của Rush là 229). Trong mùa giải 1961-62, Hunt ghi 41 bàn, đó là kỉ lục của đội bóng về số bàn ghi tại giải vô địch quốc gia trong một mùa. Gordon Hodgson - người ghi nhiều bàn thứ ba trong lịch sử đội bóng với 241 bàn; ông lập được 17 hattrick - một kỷ lục của đội bóng. Số bàn thắng nhiều nhất mà một cầu thủ ghi trong một trận đấu là 5; John Miller, Andy McGuigan, John Evans, Ian Rush và Robbie Fowler đều đã đạt được thành tích này. Fowler cũng giữ kỉ lục của đội bóng và Giải Ngoại hạng Anh về thời gian lập một cú hattrick: ông ghi 3 bàn trong 4 phút 32 giây, trong trận gặp Arsenal mùa giải 1994-95. Steven Gerrard là cầu thủ ghi nhiều bàn thắng nhất cho Liverpool tại đấu trường châu Âu với 38 bàn.
Trận đấu chính thức đầu tiên của Liverpool là chiến thắng 8-0 tại Giải Lancashire League trước đối thủ Higher Walton. Chiến thắng đậm nhất của Liverpool là 11-0 trước Strømsgodset IF vào năm 1974. Trận thắng 10-1 trước Rotherham Town vào năm 1896 là trận thắng đậm nhất của họ tại giải vô địch quốc gia. Khoảng cách này được lập lại trong trận gặp Crystal Palace khi họ thắng 9-0 ở Anfield vào năm 1989. Trận thua đậm nhất của Liverpool là 1-9 trước Birmingham vào năm 1954. Chiến thắng 8-0 của Liverpool trước Beşiktaş J.K. ở Cúp C1 là chiến thắng đậm nhất trong lịch sử của giải đấu này.

### Thống kê

#### Top 10 cầu thủ ra sân nhiều nhất
| STT | Tên              | Giai đoạn | Số trận |
| --- | ---------------- | --------- | ------- |
| 1   | Ian Callaghan    | 1960-1978 | 857     |
| 2   | Jamie Carragher  | 1996-2013 | 737     |
| 3   | Steven Gerrard   | 1998-2015 | 710     |
| 4   | Ray Clemence     | 1967-1981 | 665     |
| 4   | Emlyn Hughes     | 1967-1979 | 665     |
| 6   | Ian Rush         | 1980-1996 | 660     |
| 7   | Phil Neal        | 1974-1985 | 650     |
| 8   | Tommy Smith      | 1962-1978 | 638     |
| 9   | Bruce Grobbelaar | 1980-1994 | 628     |
| 10  | Alan Hansen      | 1977-1991 | 620     |

#### Top 10 cầu thủ ghi bàn nhiều nhất
| Hạng | Tên            | Giai đoạn           | Số bàn (số trận) |
| ---- | -------------- | ------------------- | ---------------- |
| 1    | Ian Rush       | 1980-1987 1988-1996 | 346 (660)        |
| 2    | Roger Hunt     | 1958-1969           | 286 (492)        |
| 3    | Gordon Hodgson | 1925-1936           | 241 (377)        |
| 4    | Billy Liddell  | 1938-1961           | 228 (534)        |
| 5    | Mohamed Salah  | 2017–               | 210 (345)        |
| 6    | Steven Gerrard | 1998-2015           | 186 (710)        |
| 7    | Robbie Fowler  | 1993-2007           | 183 (369)        |
| 8    | Kenny Dalglish | 1977-1990           | 172 (515)        |
| 9    | Michael Owen   | 1996-2004           | 158 (297)        |
| 10   | Harry Chambers | 1915-1928           | 151 (339)        |

### Chuyển nhượng
Liverpool kể từ giai đoạn suy thoái sau chức vô địch UEFA Champions League vào năm 2005 thường bị đánh giá là một gã hề trên thị trường chuyển nhượng. Với việc quản lý kém cỏi, sự keo kiệt trong việc chi tiêu đầu tư và khoảng nợ lớn đến từ 2 ông chủ Tom Hicks và George Gilletl đã khiến đội bóng mất hút vào mỗi phiên chợ hè. Trong bối cảnh kình địch Manchester United mua sắm ồ ạt trên thị trường, còn Chelsea và Manchester City thì luôn được các ông chủ sở hữu giàu có bơm tiền để mang lại những vinh quang, thì Liverpool vẫn ngập lặn và chỉ có thể thu về những cầu thủ hạng trung không đủ sức cạnh tranh. Đã có thời điểm vào năm 2009, hàng thủ của câu lạc bộ Liverpool đang ở giai đoạn khủng hoảng khi trung vệ Daniel Agger dính chấn thương, huấn luyện viên của câu lạc bộ khi ấy là ông Rafael Benitez đã gặp BHL để yêu cầu mua thêm cầu thủ ở vị trí hàng thủ. Kết quả ông chỉ nhận được khoản tiền 1,5 triệu bảng để mang về hậu vệ vốn không mấy tên tuổi, Sotirios Kyrgiakos. Kể cả sau khi Liverpool đã chính thức đổi chủ sang Tập đoàn thể thao Fenway Sport Group, đội bóng vẫn liên t iếp mắc sai lầm trong việc mua bán. Sau khi bán đi tiền đạo Fernando Torres cho Chelsea với mức giá 50 triệu bảng vào năm 2011, đội bóng vùng Merseyside đã ký hợp đồng với 2 tiền đạo khác là Luis Suarez và Andy Carroll. Tuy nhiên chỉ một trong số đó tỏa sáng. Người đắt giá hơn, Andy Carroll (35 triệu bảng) đã không đóng góp vào lối chơi chung của đội bóng. Một ví dụ điển hình khác, sau khi kết thúc mùa giải 2013-14 với vị trí Á quân tại Premier League, do những scandal tại World Cup 2014, tiền đạo Luis Suarez đá được bán cho Barcelona với mức phí 75 triệu bảng. Tuy nhiên thay vì đầu tư vào những bản hợp đồng bom tấn khỏa lấp vị trí của tiền đạo người Uruguay để lại, Liverpool đã liên tục mắc sai lầm khi đem về hàng loạt những cầu thủ không mang lại chiều sâu cho đội bóng: Lazar Markovic, Mario Balotelli, Rickie Lambert với mức phí tổng cộng 40 triệu bảng. Sau đó những cầu thủ này đều phải cuốn gói khỏi sân Anfield sau những mùa bóng thất vọng.
Tuy nhiên mọi thứ chỉ thực sự thay đổi khi huấn luyện viện Jurgen Klopp đến sân Anfield và Michael Edwards được bổ nhiệm vào vị trí giám đốc thể thao. Tại đây những bản hợp đồng có chiều sâu mới thực sự nổ ra cùng với chiến lược mua bán thông minh. Sau khi kết thúc mùa giải 2015-16 với những khả quan nhất định: lọt vào chung kết League Cup và chung kết Europa League. Jurgen Klopp và giám đốc Edwards đã nhận thấy đội bóng cần những bản hợp đồng chất lượng hơn để vực dậy khỏi giai đoạn khủng hoảng hơn một thập kỷ. Tiền đạo Sadio Mane đã được mang về trước sự cạnh tranh của Manchester United. Bên cạnh đó, một phong cách chuyển nhượng mới của Liverpool được hình thành. Đó là rút ruột trụ cột của những đội bóng đã xuống hạng với mức phí hợp lý. Thương vụ đầu tiên điển hình là tiền vệ người Hà Lan, Georginio Wijnaldum. Anh vốn đóng vai trụ cột của Newcatsle United mùa giải trước đó, nhưng việc phải xuống chơi ở Giải hạng Nhất đã giúp cho Liverpool nhanh chóng lấy đi trung tâm tuyến giữa với mức phí rẻ bèo 23 triệu bảng. Trường hợp tiếp theo là hậu vệ trái Andy Robertson từ câu lạc bộ Hull City với giá trị 8 triệu bảng. Cùng với đội ngũ phân tích cùng hàng trăm bài báo cáo về hàng nghìn cầu thủ trên thế giới để tìm ra những nhân tố phù hợp cho lối chơi chung của câu lạc bộ. Trong mùa giải đó Liverpool đã bổ sung thêm 3 bản hợp đồng quan trọng khác là tiền đạo Mohamed Salah, tiền vệ Oxlade-Chamberlain và trung vệ Virgil van Dijk. Những sự bổ sung ấy đã giúp Liverpool lọt vào trận chung kết UEFA Champions League và chỉ thất bại trước Real Madrid. Việc Loris Karius mắc sai lầm khiến cho The Kop mất chức vô địch về tay đội bóng Madrid, Liverpool cần một vị trí gác đền mới. Thủ môn số một của đội tuyển Brazil, Alisson Becker đã được mang về cùng với một đồng hương khác, Fabinho thay thế cho Emre Can đã ra đi. Trước đó tiền vệ Fabinho vốn được báo chí rầm rộ rằng anh nhận được sự theo đuổi gắt gao từ Manchester United và không hề có một thông tin nào về việc Liverpool theo đuổi anh. Sau cùng giám đốc thể thao Michael Edwards đã mang anh về đội bóng trong sự ngỡ ngàng. Dưới sự huấn luyện của Jurgen Klopp, chất lượng của những bản hợp đồng mà Edwards đã mang lại cùng tài năng của các cầu thủ đã mang về chức vô địch châu Âu lần thứ 6 cho câu lạc bộ. Chỉ đúng 1 năm sau thất bại tại Kiev trước Real Madrid. Liverpool tiếp tục gặt hát vinh quang khi vô địch Premier League sau 30 năm chờ đợi mà không bổ sung nhiều vào mùa hè trước đó bởi chiều sâu đội hình vốn được đáp ứng. Mùa hè 2020, câu lạc bộ không thể mua được Jamal Lewis từ Norwich City khi đội bóng vừa xuống hạng yêu cầu mức phí 20 triệu bảng. Ngay lập tức The Kop đã mang về hậu vệ Tsimikas trong chưa đầy 48 tiếng khi bị từ chối. Trong bối cảnh dịch Covid khiến nhiều đội bóng lâm nguy về tài chính, tài năng đàm phán của Michael Edwards lại được thể hiện. Ông mang về tiền vệ nhạc trưởng Thiago Alcantara từ Bayern Munich với mức phí 20 triệu bảng dù đội đương kim vô địch châu Âu luôn thể hiện quan điểm cứng rắn, chỉ cho phép Thiago ra đi khi nhận đủ 30 triệu bảng. Sau khi mang về nhạc trưởng người Tây Ban Nha, Liverpool tiếp tục ra mắt tân binh Diogo Jota từ Wolverhampton dù chẳng có một thông tin hay tờ báo nào cho thấy Liverpool đang theo đuổi tiền đạo này cả. Cả hai bản hợp đồng Thiago Alcantara và Diogo Jota đều được thanh toán dưới hình thức trả góp. Với năm đầu Thiago là 5 triệu bảng và Diogo Jota trả trước 10% là 4.1 triệu bảng, như vậy Lữ đoàn đỏ chỉ tốn 9.1 triệu bảng để mang về những tân binh chất lượng cho việc bảo vệ ngôi vương.
Ngoài việc mua cầu thủ, Michael Edwards đã giúp câu lạc bộ cải thiện tình hình ngân sách đội bóng khi bán đi những cầu thủ không còn muốn cống hiến cho câu lạc bộ với mức giá cao. Điển hình là Philippe Coutinho (120 triệu bảng, số tiền đó đã dùng để tái đầu tư cho thương vụ Virgil van Dijk và Alisson), Dominic Solanke (19 triệu bảng), Danny Ings (20 triệu bảng), Ki-Jana Hoever (10 triệu bảng), Mamadou Sakho (24 triệu bảng), Christian Benteke (27 triệu bảng). Liverpool đã thu về tổng cộng 196 triệu bảng trong khi trước đó chỉ chi ra 70 triệu bảng để mang về các cầu thủ trên. Như vậy với việc thay đổi chiến lược mua sắm trên thị trường chuyển nhượng đã mang lại sự phục hưng cho câu lạc bộ và những vinh quang khác.

#### Kỷ lục mua cầu thủ
| Cầu thủ             | Phí trả     | Từ               |
| ------------------- | ----------- | ---------------- |
| Virgil van Dijk     | £75.000.000 | Southampton      |
| Alisson Becker      | £66.600.000 | A.S. Roma        |
| Darwin Núñez        | £64.000.000 | Benfica          |
| Naby Keïta          | £48.000.000 | RB Leipzig       |
| Diogo Jota          | £41.000.000 | Wolverhampton    |
| Fabinho             | £39.000.000 | Monaco           |
| Luis Díaz           | £37.500.000 | Porto            |
| Mohamed Salah       | £36.900.000 | AS Roma          |
| Andy Carroll        | £35.000.000 | Newcastle United |
| Alex Chamberlain    | £35.000.000 | Arsenal          |
| Sadio Mané          | £34.000.000 | Southampton      |
| Christian Benteke   | £32.500.000 | Aston Villa      |
| Roberto Firmino     | £29.000.000 | Hoffenheim       |
| Adam Lallana        | £26.000.000 | Southampton      |
| Georginio Wijnaldum | £25.000.000 | Newcastle United |
| Dejan Lovren        | £20.000.000 | Southampton      |

#### Kỉ lục bán cầu thủ
| Cầu thủ           | Phí thu      | Đến             |
| ----------------- | ------------ | --------------- |
| Philippe Coutinho | £145.000.000 | Barcelona       |
| Luis Suárez       | £75.000.000  | Barcelona       |
| Fernando Torres   | £50.000.000  | Chelsea         |
| Raheem Sterling   | £49.000.000  | Manchester City |
| Sadio Mané        | £35.000.000  | Bayern Munich   |
| Xabi Alonso       | £30.000.000  | Real Madrid     |
| Christian Benteke | £27.000.000  | Crystal Palace  |
| Javier Mascherano | £20.000.000  | Barcelona       |
| Jordon Ibe        | £15.000.000  | Bournemouth     |
| Andy Carroll      | £15.000.000  | West Ham        |
| Joe Allen         | £13.000.000  | Stoke City      |
| Robbie Keane      | £12.000.000  | Tottenham       |

### Những trận đấu

#### Những trận đầu tiên
- Trận đầu tiên: Liverpool 7-1 Rotherham Town, trận giao hữu, 01 tháng 9 năm 1892.[156]
- Trận đầu tiên tại giải Lancashire League: Liverpool 8-0 Higher Walton, 03 tháng 9 năm 1892.[156]
- Trận đầu tiên tại giải quốc gia: Liverpool 2-0 Middlesbrough Ironopolis, giải giải hạng nhì Anh, 02 tháng 9 năm 1893.[159]
- Trận đầu tiên tại cúp FA: Liverpool 3-0 Grimsby Town, vòng 1, 27 tháng 1 năm 1894.[160]
- Trận đầu tiên tại cúp Liên đoàn Anh: Liverpool 1-1 Luton Town, vòng 2, 19 tháng 10 năm 1960.[160]
- Trận đầu tiên tại cúp châu Âu: Liverpool 6-0 KR Reykjavik, Cúp C1, vòng 1, 17 tháng 8 năm 1964.[161]

#### Những trận thắng
- Kỷ lục thắng đậm: 11-0 trận đấu với Strømsgodset tại cúp C2, 17 tháng 9 năm 1974.[162]
- Chiến thắng đậm nhất tại giải quốc gia: 10-1 trận đấu với Rotherham Town, giải hạng nhì Anh, 18 tháng 2 năm 1896.[162]
- Chiến thắng đậm nhất tại cúp C1: 8-0 trận đấu với Beşiktaş, 6 tháng 11 năm 2007.[158][D]
- Nhiều trận thắng nhất trong 1 mùa giải tại giải vô địch Anh: 30 trận thắng trong 42 trận, mùa giải 1978-79.[163]
- Ít trận thắng nhất trong 1 mùa giải tại giải vô địch Anh: 7 trận thắng trong tổng số 30 trận, mùa giải 1894-1895.[163]

#### Những trận thua
- Trận thua đậm nhất: 1-9 trận đấu với Birmingham City tại giải giải hạng nhì Anh, 11 tháng 12 năm 1954.[164]
- Trận thua đậm nhất tại Anfield: 2-6 trận đấu với Sunderland tại giải vô địch Anh, 19 tháng 4 năm 1930.[162]
- Trận thua có nhiều bàn thắng nhất: 2-9 trận đấu với Newcastle United tại giải vô địch Anh, 1 tháng 1 năm 1934.[164]
- Nhiều trận thua nhất trong một mùa giải: 24 trận thua trên 42 trận đấu, mùa giải 1953-54.[163]
- Ít trận thua nhất trong một mùa giải: bất bại 37 trận đấu, mùa giải 2018-19.[163]

### Những bàn thắng
- Nhiều bàn thắng nhất tại giải quốc gia: 106 bàn trong 30 trận đấu, giải hạng nhì Anh mùa giải 1895-96.[163]
- Ít bàn thắng nhất tại giải quốc gia: 42 trong 34 và 42 trận đấu, giải vô địch Anh, mùa giải 1901-02 và 1970-71.[163]
- Nhiều bàn thua nhất tại giải quốc gia: 97 trong 42 trận đấu, giải vô địch Anh mùa giải 1953-54.[163]
- Ít bàn thua nhất tại giải quốc gia: 16 trong 42 trận đấu, giải vô địch Anh mùa giải 1978-79.[163]

### Những điểm số
- Nhiều điểm nhất trong 1 mùa giải:
  - 1 chiến thắng giành 2 điểm: 68 trong 42 trận đấu tại giải vô địch Anh, mùa giải 1978-79.[163]
  - 1 chiến thắng giành 3 điểm:
    - 90 trong 42 trận đấu tại giải vô địch Anh, mùa giải 1987-88.[163]
    - 99 trong 38 trận đấu tại giải Ngoại Hạng Anh, mùa giải 2019-20.
- Ít điểm nhất trong 1 mùa giải:
  - 1 chiến thắng giành 2 điểm: 22 trong 30 trận đấu tại giải vô địch Anh, mùa giải 1894-95.[163]
  - 1 chiến thắng giành 3 điểm:
    - 59 trong 42 trận đấu tại giải vô địch Anh, mùa giải 1992-93.[163]
    - 54 trong 38 trận đấu tại giải Ngoại hạng Anh, mùa giải 1998-99.

### Khán giả tại Anfield
- Lượng khán giả đông nhất trong 1 trận: 61.905 (trận đấu với Wolverhampton Wanderers, FA Cup vòng 5, mùa giải 1951-52).[165][E]
- Lượng khán giả đông nhất trong 1 trận giải quốc gia: 58.757 (trận đấu với Chelsea, giải vô địch Anh mùa giải 1949-50).[165]
- Lượng khán giả đông nhất trong 1 trận cúp Liên đoàn Anh: 50.880 (trận đấu với Nottingham Forest, mùa giải 1979-80).[165]
- Lượng khán giả đông nhất trong 1 trận cúp châu Âu: 55.104 (trận đấu với FC Barcelona, mùa giải 1975-76).[165]
- Lượng khán giả ít nhất trong 1 trận: 1.000 (trận đấu với Loughborough, giải hạng nhì mùa giải 1895-96).[165][F]
- Lượng khán giả ít nhất trong 1 trận cúp FA: 4.000 (trận đấu với Newton, mùa giải 1892-93).[165]
- Lượng khán giả ít nhất trong 1 trận cúp Liên đoàn Anh: 9.902 (trận đấu với Brentford, mùa giải 1983-84).[165]
- Lượng khán giả ít nhất trong 1 trận cúp châu Âu: 12.021 (trận đấu với Dundalk, mùa giải 1982-83).[165]